# Tijdlijn van de Franse Revolutie
De tijdlijn van de Franse Revolutie is een chronologische lijst van feiten en gebeurtenissen tijdens de Franse Revolutie (1789-1799) en tijdens de aanloop ernaar (1787-1789). 

## 1787

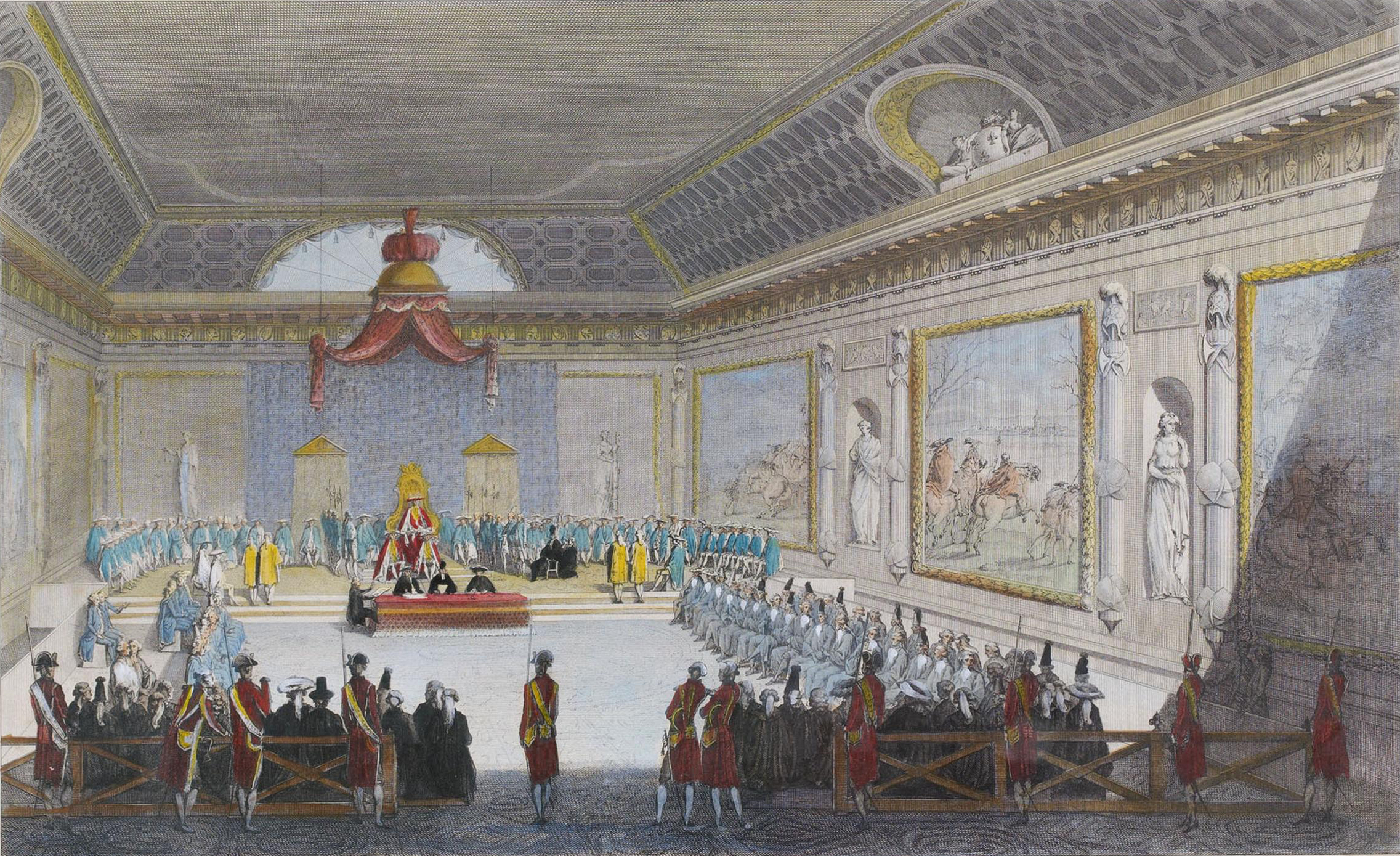
Zitting van de Assemblée des notables op 22 februari 1787 (18e-eeuwse gravure)

- 22 februari: In Versailles opent de Assemblée des Notables, een oude standenvergadering waaraan 144 gepriviligieerden deelnemen. Ze moeten de fiscaal-economische hervormingen van minister Calonne onderzoeken.
- 1 april: Calonne publiceert een Waarschuwing in een poging de weerstand te breken door een beroep op de publieke opinie.
- 8 april: Calonne neemt ontslag.
- 1 mei: Aartsbisschop Loménie de Brienne komt aan het hoofd van de koninklijke raad voor financiën.
- 25 mei: De Assemblée des Notables wordt ontbonden.
- juni: Een vorm van statenvergadering wordt opgericht in de 23 generaliteiten die het zonder moeten stellen.
- 6 augustus: in een lit de justice te Versailles wordt een territoriale bede doorgedrukt, maar deze vaste belasting krijgt geen uitvoering.
- 7 november: een edict van tolerantie erkent het civiele bestaan van niet-katholieken, zonder hen op andere gebieden gelijke rechten te geven.
- 19 november: Tijdens een zitting van het Parlement van Parijs verzet de hertog van Orléans zich tegen de registratie van een grote lening. Koning Lodewijk XVI roept uit: "Het is wettig, omdat ik het wil".

## 1788

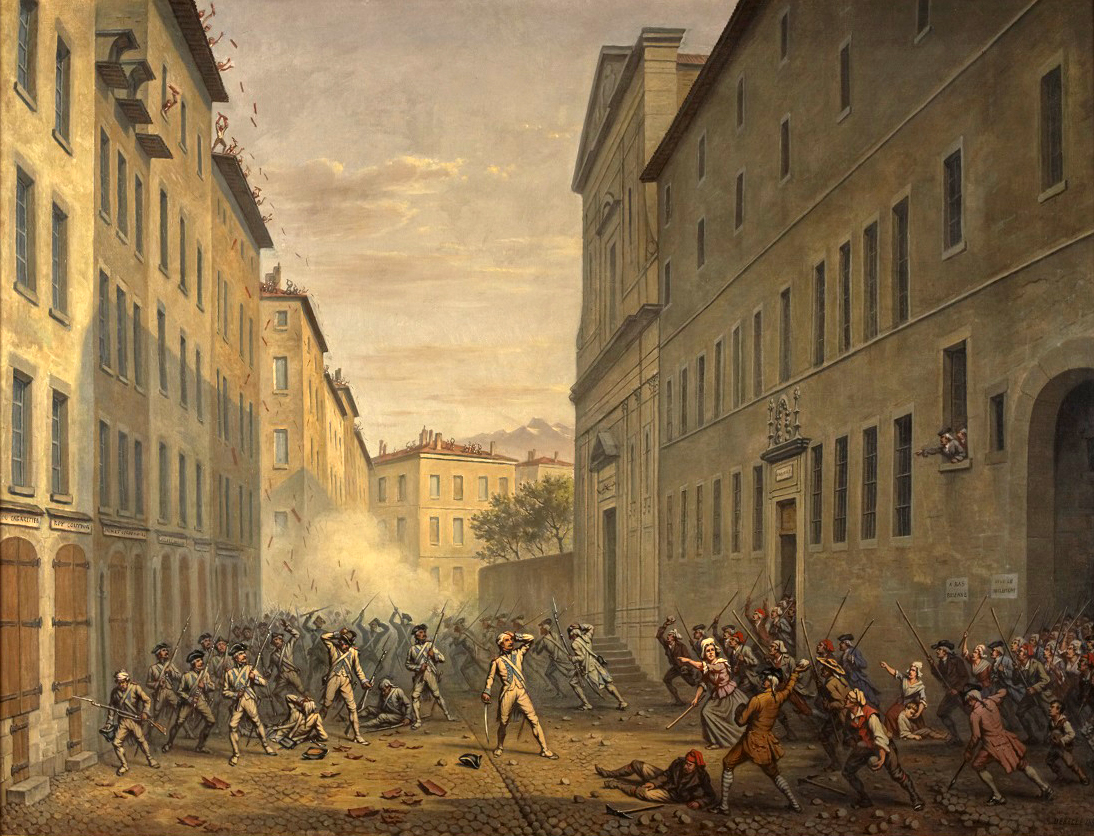
Journée des Tuiles in Grenoble (Alexandre Debelle, 1889)

- 19 februari: In het Hôtel de Lussan richt Brissot de Société des amis des Noirs op.
- 3 mei: Het Parlement van Parijs formuleert een reeks fundamentele maximes over provinciale vrijheden, het verbod op willekeurige arrestaties, de vrije registratie van wetten en het recht van de Staten-Generaal om beden goed te keuren.
- 8 mei: Met de hervorming-Malesherbes neemt Lodewijk XVI een reeks politiek-gerechtelijke maatregelen om de parlementen te verzwakken en een Plenair Hof op te richten. Ook wordt het folteren van verdachten afgeschaft en wordt voorzien in het vergoeden van onschuldig aangeklaagden.
- 7 juni: Journée des Tuiles in Grenoble. Wanneer cachetbrieven toekomen die het Parlement van de Dauphiné in ballingschap sturen, breken onlusten uit en gooien inwoners dakpannen naar de soldaten.
- 15 juni: De Assemblée du clergé roept op om de parlementen en de provinciale vrijheden te respecteren.
- 21 juli: Op eigen initiatief komen de drie standen van de Dauphiné bijeen in het kasteel van Vizille.
- 8 augustus : Het Plenair Hof wordt opgeschort tot de bijeenkomst van de Staten-Generaal, vastgesteld op 1 mei 1789.
- 25 augustus: Brienne treedt af en wordt vervangen door Jacques Necker.
- 14 september: Malesherbes neemt ontslag en de gerechtelijke hervorming wordt afgevoerd.
- 23 september: Een koninklijke verklaring bevestigt de samenroeping van de Staten-Generaal.
- 25 september: Ter gelegenheid van de registratie van de koninklijke verklaring eist het Parlement van Parijs dat de Staten-Generaal georganiseerd worden zoals in 1614, met één stem per stand en zonder verdubbeling van de derde stand.
- 5 oktober: Een raadsbesluit roept een tweede Assemblée des Notables samen om de organisatie van de Staten-Generaal voor te bereiden.
- November: Adrien Duport richt de liberale Société des Trente op, die door het lidmaatschap van hoge edelen en prelaten onenigheid binnen de elite verraadt.
- 12 december: De tweede Assemblée des Notables spreekt zich met 111 stemmen tegen 33 uit tegen een verdubbeling van de derde stand. Aan het einde maken de prinsen van den bloede hun ongerustheid over aanvallen op de gepriviligieerde ordes kenbaar in een mémoire, opgesteld door secretaris Auget de Montyon.
- 27 december: De koning houdt een uitgebreide raad die aanvaardt dat de derde stand numeriek evenveel afgevaardigden krijgt als de adel en de geestelijkheid samen, maar hij toont zijn onbeslistheid door zich niet uit te spreken over de stemming per hoofd.[1]
- 31 december: In de brochure Résultat du Conseil neemt de koning positie voor de verdubbeling van de derde stand en kondigt hij zijn plan aan om de cachetbrieven af te schaffen, de persvrijheid in te stellen en te voorzien in een periodieke controle van de begroting door de Staten-Generaal.

## 1789

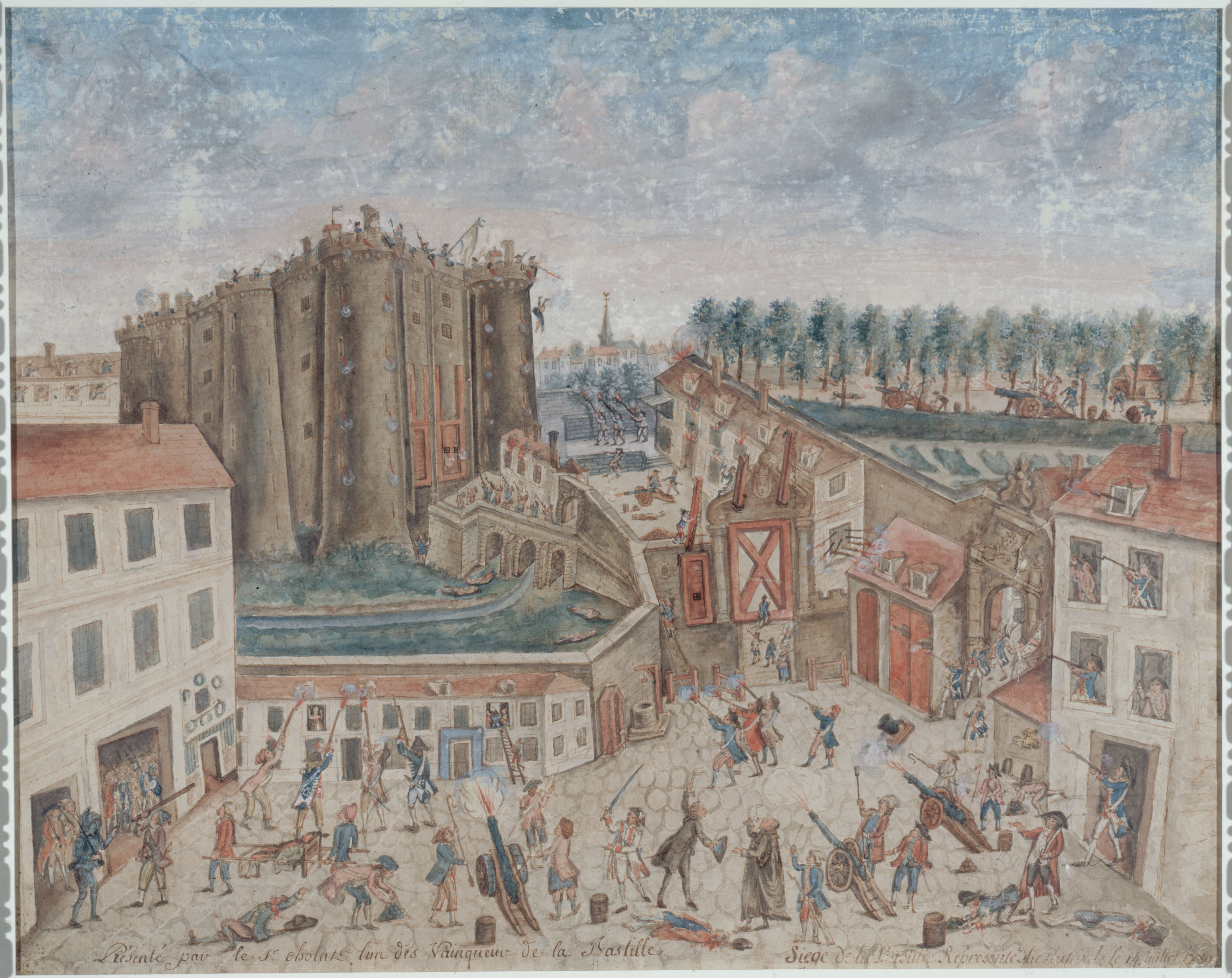
De Bestorming van de Bastille, geschilderd kort na 1789 door een deelnemer, Claude Cholat

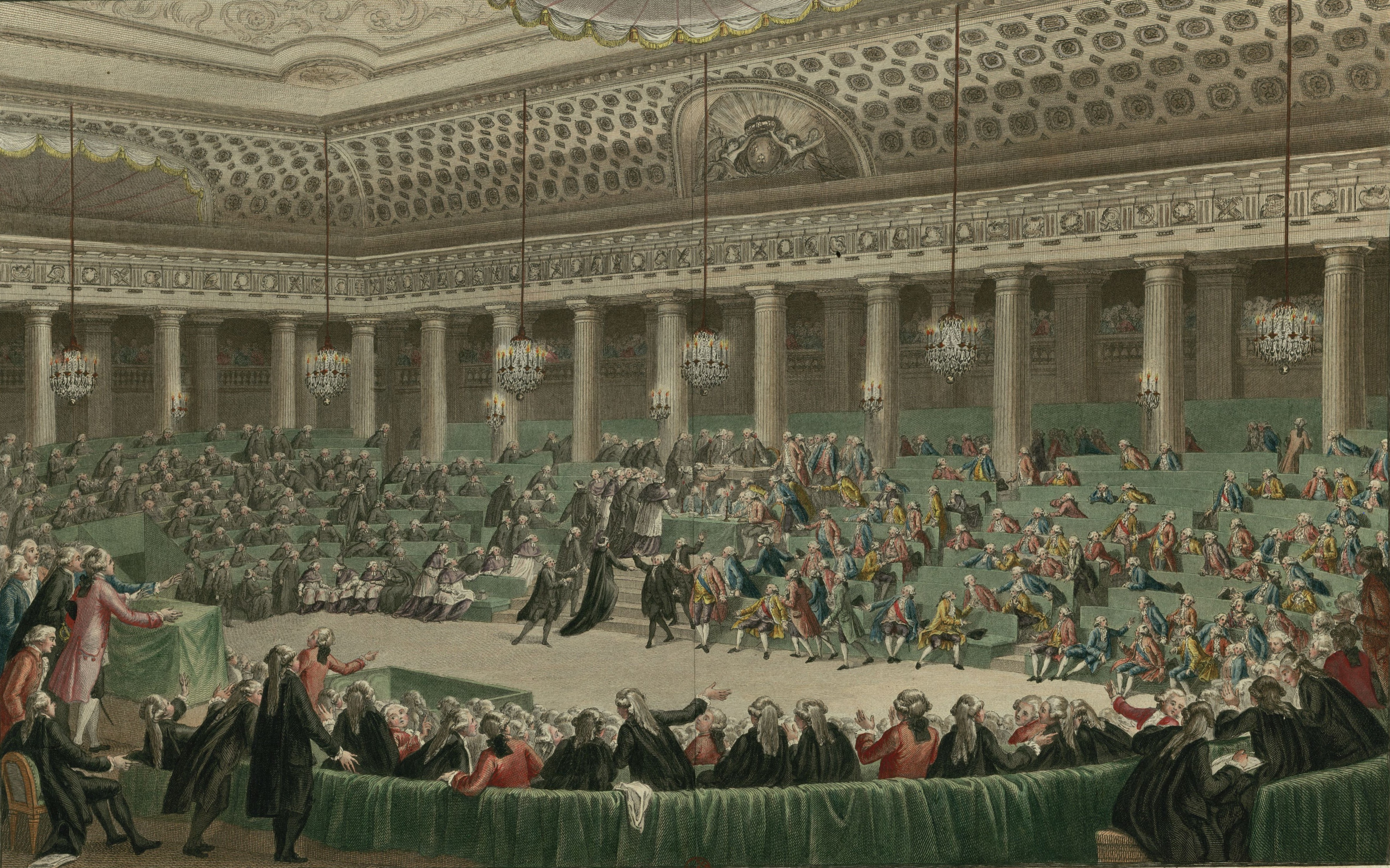
Afschaffing van de feodaliteit in de nacht van 4 op 5 augustus 1789

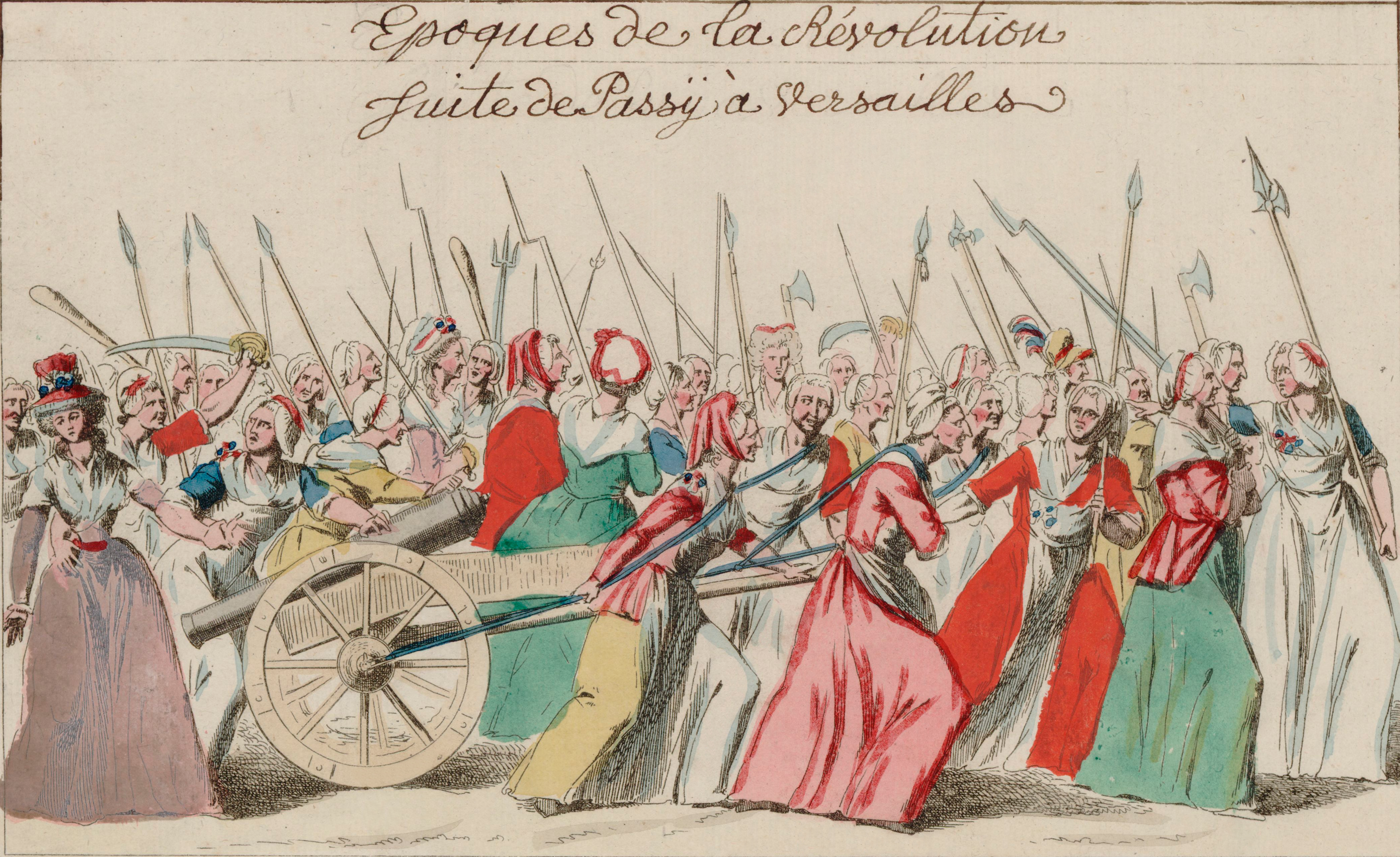
Mars op Versailles, 5 oktober 1789

- januari: In het pamflet Qu'est-ce que le tiers état? eist abbé Sieyes stemming per hoofd. Hij pleit ervoor dat de derde stand als nationale assemblee zou vergaderen en een grondwet opstellen.
- 24 januari: Het reglement voor de Staten-Generaal stelt de procedure vast voor het verkiezen van afgevaardigden en voor het opstellen van Cahiers de doléances.
- 26 en 27 januari: In Rennes maken confrontaties tussen 1500 aanhangers van de bevoorrechten en hervormingsgezinde rechtenstudenten drie doden en zestig gewonden, en wordt het Parlement van Bretagne opgeschort (affaire des Bricoles).
- 7 februari: Opdracht om de Cahiers de doléances te schrijven. Ze zijn een collectief werk dat grieven en wensen meedeelt per stand en per gebied (parochies, baljuwschappen, steden, provincies).
- maart tot mei: Verkiezing van afgevaardigden in de Staten-Generaal.
- 14 maart: Bisschop Louis-Jérôme de Suffren wordt in Manosque belaagd. Zijn passage lokt er voedselrellen uit en is het begin van een golf van onlusten die tot juni door de Provence zal trekken.[2]
- 23 en 24 maart: Voedselrellen in Marseille leiden tot de verandering van het stadsbestuur, de oprichting van een burgerwacht en de hervorming van de lokale belastingen.
- 25 maart: In Aix-en-Provence vernielt een menigte tolhuisjes. In de volgende dagen wordt de reve op graan, vlees en andere waren afgeschaft, wordt de broodprijs gereguleerd en doet de noblesse afstand van de fiscale vrijstelling van adellijke gronden.
- 27 en 28 april: Bloedige onlusten in de Parijse Faubourg Saint-Antoine na verkiezingsuitspraken van behangfabrikant Réveillon over welk loon volstaat om te leven.
- april: Brissot publiceert een nummer van Le Patriote français, maar moet dan wachten tot 28 juli voor hij verdere edities van het blad mag drukken.
- 30 april: In het café van Nicolas Amaury te Versailles richten hervormingsgezinde gedeputeerden de Club breton op. De vereniging schudt snel haar regionale origine af en vervelt tot de jakobijnenclub.
- 2 mei: Voorstelling van de afgevaardigden aan de koning.
- 5 mei: Opening van de Staten-Generaal in het Hôtel des Menus-Plaisirs in Versailles. Ongeveer 800 afgevaardigden zijn aanwezig en zo'n 400 nog onderweg, vaak door complicaties in het verkiezingsproces.
- 6 mei: De afgevaardigden van adel en clerus trekken zich terug om de volmachten te verifiëren, maar de derde stand eist een gezamenlijke verificatie. Het debat over stemming per stand of per hoofd is nog steeds niet beslecht.
- 4 juni: De dauphin sterft op zevenjarige leeftijd.
- 12 juni: De derde stand, die zich députés des Communes noemt, start op eigen initiatief een gezamenlijke verificatie van de verkozenen.
- 13 juni: Drie priesters uit Poitou vervoegen deze verificatie en legitimeren haar.
- 14 juni: Henri Grégoire en vijf andere geestelijken voegen weer opgemerkte druppels toe aan defectie naar de derde stand.
- 17 juni: De derde stand stelt vast dat ze met degenen die op de uitnodiging zijn ingegaan bijna de hele natie vertegenwoordigt en roept zichzelf met 491 stemmen tegen 90 uit tot Nationale Vergadering. Ze claimt de facto de nationale soevereiniteit en eigent zich de bevoegdheid over de belastingen toe.
- 19 juni: Met 149 stemmen tegen 137 treedt de eerste stand toe tot de Nationale Vergadering. De adel blijft weigeren, maar een beslissende stap is gezet.
- 20 juni: 's Morgens vinden de afgevaardigden de Salle des Menus-Plaisirs gesloten onder voorwendsel dat een koninklijke zitting wordt voorbereid. Ze trekken met zeshonderd naar de kaatsbaan en zweren dat ze niet zullen scheiden tot Frankrijk een (geschreven) grondwet heeft.
- 23 juni: Verschijnend in de kaatsbaan weigert Lodewijk XVI het idee van een Nationale Vergadering en vraagt hij om voor belangrijke zaken per orde te stemmen. Wel aanvaardt hij de belastinghervorming. De Nationale Vergadering verklaart haar leden onschendbaar.
- 26 juni: Lodewijk XVI schaft de zegelbrieven af.
- 27 juni: De koning bindt in en vraagt de gepriviligieerde standen om de vergadering te vervoegen (die hij weliswaar nog altijd Staten-Generaal noemt).
- 30 juni-4 juli: In Lyon wordt gereld tegen de octrooibarrière. Het duurt verschillende dagen om de orde te herstellen en er volgen executies.
- 30 juni: Uit Prison de l'Abbaye worden gardes-françaises bevrijd die zouden hebben geweigerd hun wapens tegen het volk te keren. De volgende dag vraagt de Assemblée gratie voor hen.
- 1 juli: Lodewijk XVI roept het Zwitsers regiment van Metz naar Parijs.
- 4 juli: De zes afgevaardigden van de kolonie Saint-Domingue worden tot de vergadering toegelaten. Ook Guadeloupe, Martinique, Frans-Indië en Île de France zullen volgen.
- 6 juli: De afgevaardigden creëren een Comité de Constitution dat een grondwet moet opstellen. Hun revolutionaire intenties worden concreter.
- 9 juli: Namens het comité presenteert Mounier het plan om een Verklaring van de natuurlijke en onverjaarbare rechten van de mens op te stellen. De Nationale Vergadering verklaart zich constituante.
- 11 juli: In Parijs, dat nog altijd honger lijdt, branden de octrooipoorten.[3]
- 12 juli: Troepenbewegingen en het ontslag van Necker doen vrezen voor een complot tegen de Assemblée. In de tuinen van het Palais-Royal roept Camille Desmoulins op de wapens te grijpen. Het Royal-Allemand chargeert aan de Tuilerieën tegen een manifesterende massa. De opstand verandert van aard.
- 13 juli: In Parijs nemen een Comité permanent en een Milice bourgeoise de macht over.
- 14 juli: Bestorming van de Bastille
- 15 juli: De Commune van Parijs wordt opgericht met Jean Sylvain Bailly als eerste burgemeester. La Fayette krijgt het bevel over de Nationale Garde. Met het vertrek van de prins van Condé naar Brussel komt de emigratie op gang. Hij wordt de volgende dag gevolgd door de graaf van Artois.
- 16 juli: Necker wordt hersteld in zijn functie.
- 17 juli: Lodewijk XVI begeeft zich naar het stadhuis van Parijs en speldt de driekleurige kokarde op.
- 20 juli: Mgr. van Salm Salm, bisschop van Doornik en Mgr. van Arberg, bisschop van Ieper worden als vreemdelingen uitgesloten uit de Assemblée.
- 20 juli-6 augustus: De Grote Angst gaat door bijna het hele land. Men schuilt voor de vijand of jaagt hem op, maar vindt niemand.
- 22 juli: De intendant van Parijs Bertier de Sauvigny en zijn schoonvader Foullon worden gevangengenomen, opgehangen en uiteengerukt op verdenking dat ze de uithongering organiseren.
- 29 juli: De duizenden landlieden die de Saônevallei onveilig maken om feodale registers te vernielen en seigneurs te plunderen, richten zich op de abdij van Cluny. Burgermilities weren hen af. Er worden 160 'brigands' gevangengenomen en er volgen 32 ophangingen, waarvan 27 standrechtelijk.[4]
- 4 augustus: In een nachtelijke zitting beslist de Assemblée tot het afschaffen van het feodalisme: adellijke en geestelijke privileges, heerlijke rechten, karweien, tienden, ambtenverkoop... Dit krijgt vorm in het decreet van 4-11 augustus, maar het debat over het afkopen van legitieme rechten zal nog lang duren.
- 10 augustus: Oprichting van de Nationale Garde.
- 19 augustus: In Marseille wordt geschoten op een menigte en zijn er rellen (Tourette-affaire).
- 26 augustus: Verklaring van de rechten van de mens en de burger
- 29 augustus: Het vervoer en de verkoop van graan wordt geliberaliseerd.
- 7 september: Een twintigtal vrouwen en dochters van kunstenaars komen in de Assemblée hun juwelen afgeven aan de natie.
- 10 september: De grondwetgevende vergadering kiest voor een monocameraal parlement.
- 11 september: De grondwetgevende vergadering kent de koning een niet-absoluut vetorecht toe, waarmee hij gedurende twee legislaturen een wet kan tegenhouden.
- 1 oktober: De goedgekeurde grondwetsbepalingen worden geconsolideerd in de Articles de Constitution, een rudimentaire grondwet van negentien artikelen.
- 5 en 6 oktober: Mars op Versailles. Duizenden gewapende vrouwen trekken naar Versailles en presenteren hun eisen aan Lodewijk XVI. Hij belooft brood en de bekrachtiging van de sinds augustus gestemde decreten. De tweede dag dringen de vrouwen het kasteel van Versailles binnen en dwingen de koninklijke familie ("de bakker, de bakkersvrouw en de kleine bakkersgast") in het Tuilerieënpaleis tussen het volk te gaan wonen. Ook de Assemblée vestigt zich in Parijs.
- 8 oktober: Mounier neemt ontslag als voorzitter en afgevaardigde, gevolgd door tien andere monarchisten.
- 21 oktober: Wanneer een hongerrel het leven kost aan bakker François, wordt de krijgswet afgekondigd.
- 22 oktober: Het primaire stemrecht wordt onderworpen aan vier voorwaarden, waaronder het betalen van directe belastingen ter waarde van drie daglonen en het niet behoren tot het dienstpersoneel.[5] Grégoire, Duport, Defermon, Noussitou en Robespierre komen tussen voor algemeen stemrecht, maar halen het niet.
- 29 oktober: Het passief kiesrecht wordt voorbehouden aan wie directe belastingen ter waarde van één zilvermark betaalt én grond bezit.
- 30 oktober: Wet op de liberalisering van woeker
- 2 november: Op voorstel van Talleyrand en bij wijze van schuldsanering wordt het kerkelijke vermogen "ter beschikking gesteld van de natie". De staat neemt van zijn kant de kosten van de eredienst en het salaris van de priesters ten laste, en voorziet in het onderhoud van ziekenhuizen en in de bijstand aan armen. De genationaliseerde goederen worden vanaf het volgende jaar te gelde gemaakt.
- 3 november: De parlementen worden met verlof gestuurd, voorbode van hun ontbinding een jaar later.
- 30 november: Corsica wordt definitief aangehecht bij Frankrijk.
- 14 december: Wet op de oprichting van gemeenten (communes).
- 19 december: Uitgifte van assignaten, oorspronkelijk als staatsobligaties.
- 22 december: De kieswet, die de decreten van 22 en 29 oktober incorporeert, introduceert de term actieve burgers in het recht en verdeelt Frankrijk voorts in 83 departementen.
- 24 december: Vestiging van de Club des Jacobins in Parijs. Openbare ambten worden opengesteld voor protestanten.

## 1790

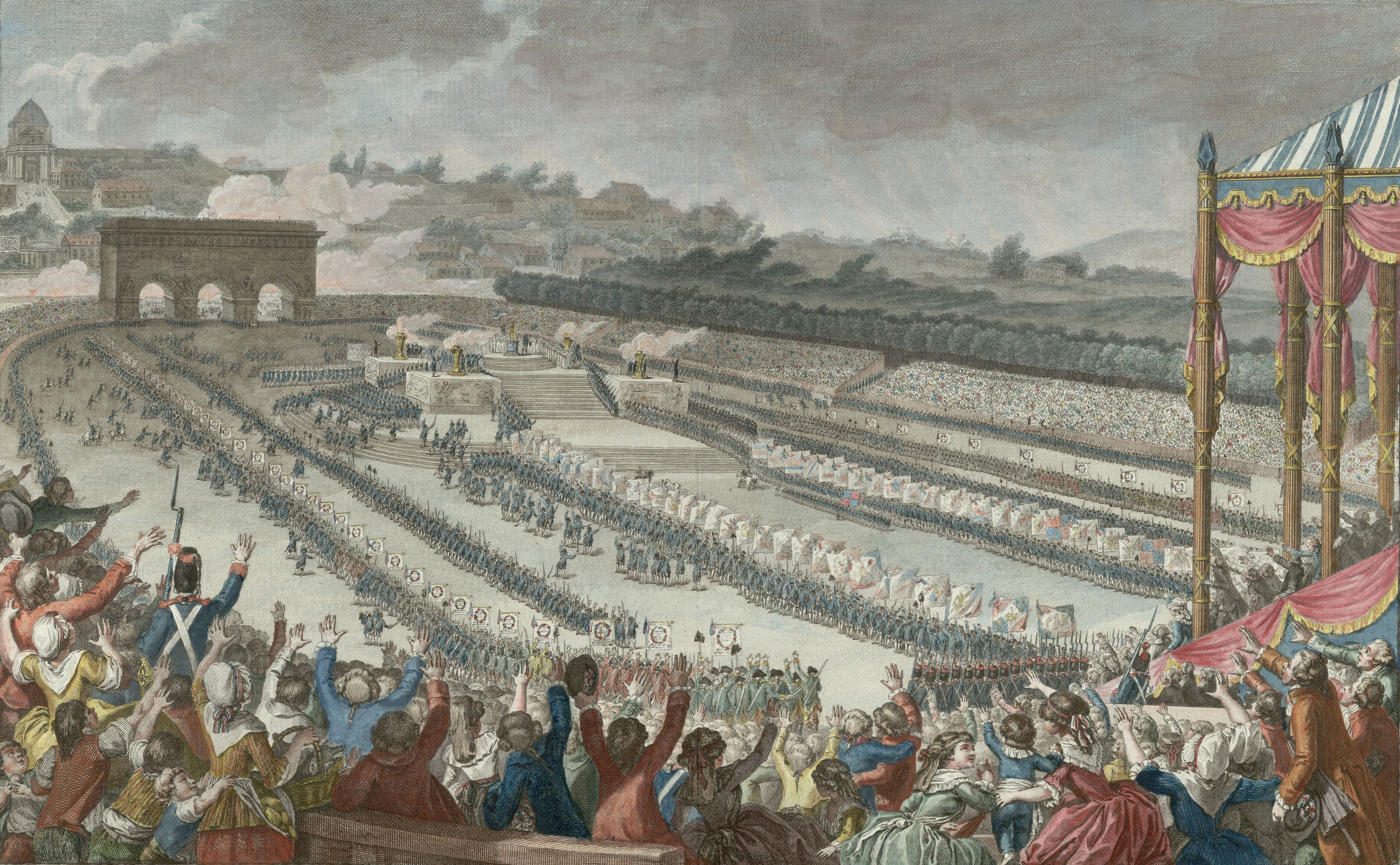
Honderdduizenden vieren het Fête de la Fédération op het Champ-de-Mars

- 4 januari: Met de creatie van een civiele lijst neemt de Nationale Vergadering impliciet een stap naar de nationalisering van het kroondomein.[6]
- 21 januari: De gelijkheid van de straffen wordt gedecreteerd.
- 28 januari: De sefardische joden ("Portugese, Spaanse en Avignonese") krijgen burgerrechten.
- 13 februari: De reguliere orden worden opgeheven, behalve de gemeenschappen die onderwijs verstrekken of liefdadigheidsinstellingen houden. Religieuzen die niet vrijwillig vertrekken, worden toegewezen aan een gezamenlijke woonst. Het afleggen van plechtige kloostergeloften wordt verboden.[7]
- 26 februari: Een decreet voltooit de creatie van departementen. Ze worden effectief vanaf 4 maart.
- 8 maart: Op rapport van Antoine Barnave wordt het koloniale decreet goedgekeurd.[8] Het stelt niets te veranderen aan de koloniale handel en verklaart elke oproep tot opstand "misdadig tegen de natie". Zonder de slavernij bij naam te noemen, slaat het decreet de hoop op emancipatie, gewekt door de Verklaring van de Rechten van de Mens en de Burger, de bodem in.
- 9 maart: Het persoonlijk vermogen van de koning wordt staatseigendom.
- 15 maart: De nadere regels voor het afschaffen van de feodaliteit worden vastgesteld. Persoonlijke rechten houden zonder meer op te bestaan, maar zakelijke rechten (cijns, champart, tienden, grondrenten, lods et ventes) moeten worden afgekocht.
- 21 maart: Afschaffing van de gabelle.
- 12 april: De jakobijnse kartuizer Dom Gerle wil erkennen dat de katholieke, apostolische en Romeinse religie de nationale godsdienst is en blijft en dat haar cultus als enige openbaar en toegelaten is. Hij trekt zijn motie in, maar 's anderendaags herlanceren Maury en andere rechtse gedeputeerden het thema. De Vergadering neemt met 903 stemmen tegen 297 een voorstel aan van La Rochefoucauld dat weigert om de motie in overweging te nemen en tegelijk onderstreept dat de staat de kosten van het katholicisme ten laste neemt.
- 14 april: Het bestuur over de nationale goederen, tot dan in handen van de oorspronkelijke eigenaars, moet worden afgestaan aan de municipaliteiten waar ze gelegen zijn.
- 27 april: Oprichting van de Club des Cordeliers.
- 29 en 30 april: in Marseille verovert de Nationale Garde drie forten, waaronder het Fort Saint-Jean.
- 3 mei: De voorwaarden voor het afkopen van feodale rechten worden vastgesteld. Ze ontgoochelen de landlieden en leiden tot talrijke incidenten.
- 8 mei: Uniformisering van maten en gewichten doorheen het land.
- 10 mei: Sektarisch geweld in Montauban.
- 14 mei: Vastlegging van de wijze waarop de genationaliseerde goederen te gelde worden gemaakt. De kavels kunnen worden gemaakt en de veilingen kunnen starten.
- 21 mei: De municipalité de Paris wordt gecreëerd en de 60 districten vervangen door 48 secties.
- 22 mei: Beslissingen over oorlog en vrede worden voorbehouden aan de Nationale Vergadering maar op voorstel van de koning. De Nationale Vergadering verklaart veroveringsoorlogen af te wijzen.
- 13-15 juni: Een confrontatie tussen protestantse en katholieke Nationale Gardes breidt zich uit naar de stadsbevolking. De Bagarre de Nîmes wordt een slachting waarin zeker zestig doden vallen.
- 19 juni: Afschaffing van de erfelijke adel en van hun titels, livreien en wapens.
- 12 juli: De Burgerlijke grondwet voor de clerus laat priesters en bisschoppen verkiezen, ook door niet-katholieken. Kerkelijke gebieden worden heringedeeld (bisdommen vallen samen met departementen) en de gallicaanse kerk verliest haar verbinding met de paus.
- 14 juli: Het Fête de la Fédération viert de eenheid van de natie en tussen de koning en het volk.
- 18 augustus: 30.000 mensen geven gehoor aan een contrarevolutionaire oproep en verzamelen zich in het kamp van Jalès. Na hun verdrijving trekt François Froment naar Turijn.
- 27 augustus: De assignaten worden getransformeerd tot papiergeld.
- 31 augustus: Muitende regimenten in Nancy worden overmeesterd door de royalistische generaal Bouillé. Zijn strenge straffen vormen in de volgende jaren een splijtzwam.
- 4 september: Ontslag van Necker.
- 12 september: Creatie van de Archives nationales met Gaston-Armand Camus als eerste hoofd.
- 21 oktober: Franse driekleur aangenomen als vlag.
- 29 oktober: Revolte van de zwarten op Saint-Domingue.
- 31 oktober: De interne douanerechten worden afgeschaft, externe tarieven geüniformiseerd.
- 8 november: Het domaniaal decreet zet het kroondomein om in nationaal domein en voltooit zo de transformatie die publieke macht en private eigendom tegelijk scheidt en creëert.
- 27 november: Decreet gestemd dat priesters en bisschoppen verplicht te zweren dat ze met al hun kracht de grondwet zullen instandhouden, zoniet verliezen ze hun ambt.[9]

## 1791
|                                 |  |                                        |
| Patriottische priester (jureur) |  | Aristocratische priester (réfractaire) |

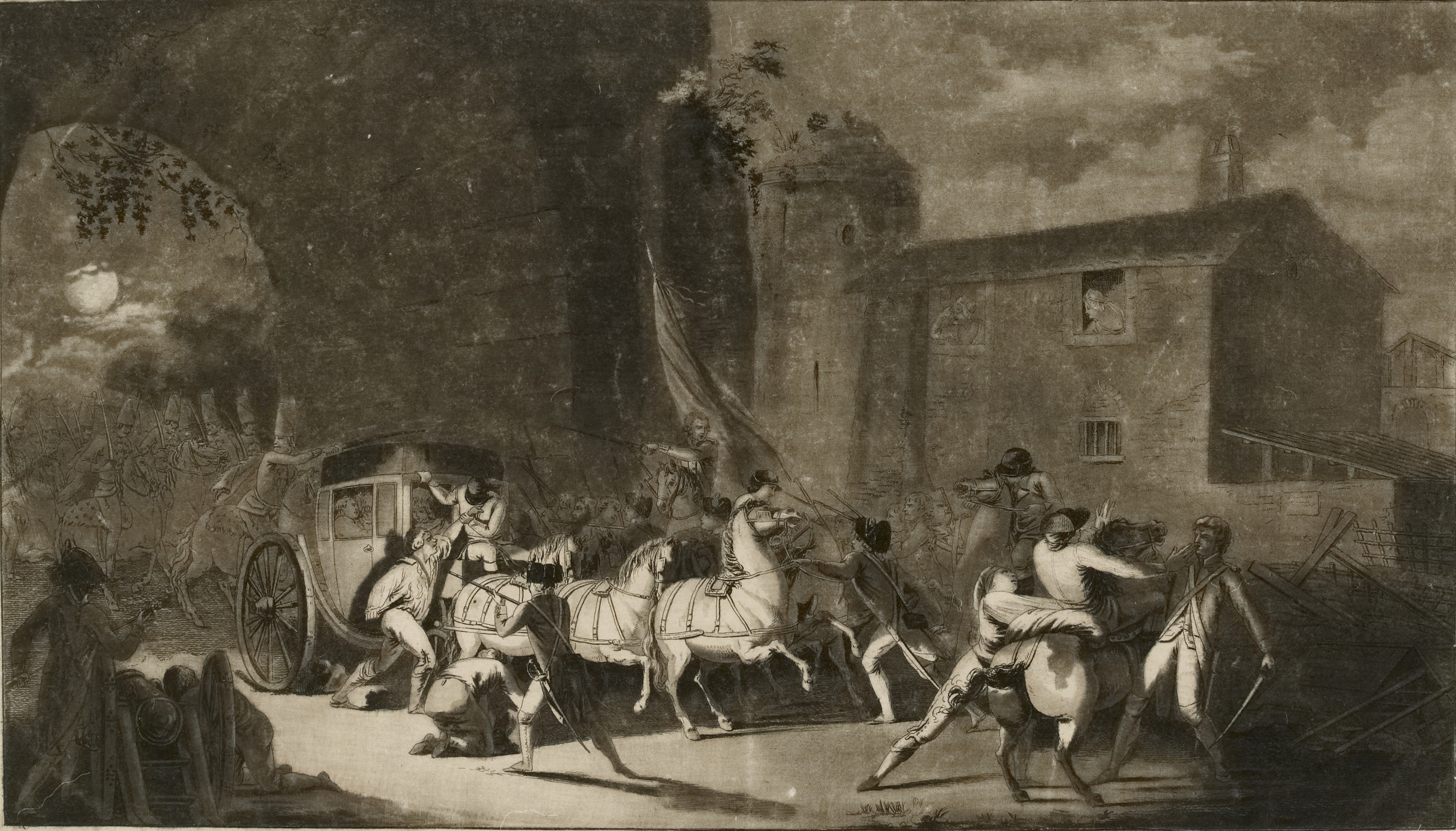
Aanhouding van de koets van de gevluchte Lodewijk XVI in Varennes

- 4 januari: Op de laatste dag voor kerkelijke afgevaardigden om de eed af te leggen, hebben 99 van hen dat gedaan.
- 13 januari: Elke burger krijgt het recht een theater te openen na eenvoudige aanmelding. Tal van nieuwe zalen en gezelschappen schieten uit de grond. De wet regelt ook voor het eerst in Frankrijk het auteursrecht en beschermt het werk van toneelauteurs tot vijf jaar na hun dood.[10]
- 2 februari: Verkiezing van negen constitutionele bisschoppen, onder wie abbé Grégoire. De vervanging van de tachtig refractaire bisschoppen zal nog tot mei duren.
- 8 februari: Decreet gestemd dat eedweigeraars hun loon ontneemt van zodra hun opvolger in functie treedt.
- 20 februari: Het tweede kamp van Jalès trekt misschien tienduizend contrarevolutionairen en wordt uiteengeslagen door de Nationale Garde. Hun leider Louis-Bastide de Malbosc vindt de dood.
- 28 februari: La Fayette ontwapent de chevaliers du poignard, die Lodewijk XVI in de Tuilerieën zijn komen beschermen tegen een menigte. Ze worden gevangen gezet.
- 2 maart: Het Decreet d'Allarde stelt de vrijheid van ondernemen in en schaft de gilden af.
- 10 maart: In de apostolische breve Quod aliquantum veroordeelt paus Pius VI de Burgerlijke grondwet voor de clerus als strijdig met het dogma en de discipline.
- 15 maart: De diplomatieke betrekkingen tussen Frankrijk en de Roomse Kerk worden verbroken.
- 2 april: Het overlijden van Mirabeau brengt grote emoties teweeg.
- 4 april: De Assemblée verklaart de Sainte-Geneviève tot Pantheon en de volgende dag wordt Mirabeau er bijgezet.
- 13 april: Paus Pius VI geeft in zijn apostolische breve Charitas veertig dagen aan de geestelijken die de eed hebben afgelegd om die te herroepen. Begin van het fenomeen van de "retracties".
- 18 april: Lodewijk XVI wil de Paasmis vieren met een niet-beëdigde priester in Saint-Cloud, maar militantent die vrezen dat hij zou vluchten, beletten hem het vertrek.
- 23 april: Paus Pius VI veroordeelt de Verklaring van de rechten van de mens en de burger vanwege zijn politieke individualisme.
- 7 mei: Eedweigeraars mogen de mis opdragen in een constitutionele kerk, voor zover ze de Burgerlijke grondwet voor de clerus niet bekritiseren.
- 15 mei: De kinderen van vrije zwarten in de kolonies krijgen gelijke rechten.
- 16 mei: De Vergadering decreteert dat ze nooit zal delibereren over de status van onvrije mensen van kleur zonder dat de kolonies haar dit vragen.
- 14 juni: De Wet-Le Chapelier die verbiedt elke vorm van professionele organisatie, zoals overleg, afspraken, petities en stakingen.
- 15 juni: Oprichting van nationale vrijwilligersbataljons
- 20-21 juni: Onder dekking van de nacht nemen Lodewijk XVI en zijn gezin vermomd de vlucht naar Bouillé aan de oostgrens. Vrees voor buitenlandse inmenging grijpt het land, maar de koets wordt tijdig tegengehouden in Varennes.
- 25 juni: Onder begeleiding en in een kille sfeer komt de koninklijke familie Parijs weer binnen. Het recht om wetten te bekrachtigen wordt voor onbepaalde tijd opgeschort en toevertrouwd aan de minister van Justitie.
- 5 juli: Circulaire van Padua.
- 15 juli: Na een onderzoek beslist de constituante om alleen Bouillé te vervolgen. De koning wordt in zijn prerogatieven hersteld, met uitzondering van het bekrachtigingsrecht.
- 17 juli: Grote spanning op het Champ-de-Mars, waar een republikeinse petitie wordt ondertekend op het altaar van het vaderland. Twee verdachte figuren worden gelyncht. 's Avonds schiet de Nationale Garde van La Fayette op de menigte en vallen er een vijftigtal doden.
- 18 juli: Danton vlucht naar Engeland en Marat duikt onder. Oprichting van de Club des Feuillants.
- 30 juli: Afschaffing van de ridderorden gebaseerd op geboorteonderscheid.
- 9 augustus: Het dragen van religieuze kledij buiten tempels wordt verboden.
- 14 augustus: Slavenopstand in Saint-Domingue.
- 17 augustus: Geëmigreerde Fransen worden bevolen binnen de maand terug te keren.
- 22 augustus: Onder de slaven in de kolonie Saint-Domingue breekt de Haïtiaanse Revolutie uit.
- 27 augustus: In de verklaring van Pillnitz stellen koning Frederik Willem II van Pruisen en keizer Leopold II dat ze Lodewijk XVI willen bijstaan om de basis van zijn monarchie te verstevigen en dat ze daartoe hun troepen gereedhouden.
- 29 augustus-5 september: Tweede ronde van de verkiezingen voor de Wetgevende Vergadering.
- 3 september: De Assemblée neemt de Grondwet van 1791 aan.
- 13 september: Lodewijk XVI schrijft dat hij de grondwet aanvaardt, waardoor hij zijn constitutionele rol kan opnemen. Zijn bekrachtiging is niet vereist.
- 14 september: Voor de Assemblée zweert Lodewijk XVI getrouwheid aan de natie en de wet en belooft hij de grondwet in stand te houden. Vervolgens wordt die bij wet afgekondigd. Een algemene amnestie wordt verleend. Ook de delicate aanhechting van de pauselijke enclave Avignon en het Comtat Venaissin wordt op deze zitting goedgekeurd.
- 25 september: Na voorbereidend werk van Lepeletier wordt een vernieuwend Wetboek van Strafrecht aangenomen.
- 28 september: Het Veldwetboek laat de enclosure van gronden toe, al worden klauwengang en stoppelweide geëerbiedigd waar dat gewoonterecht is.[11] De Asjkenazische Joden krijgen gelijke rechten.
- 29 september: Op voorstel van Le Chapelier, die zoals velen meent dat de revolutie beëindigd is, wordt de clubs elke vorm van politieke actie verboden.[12] Het Woudwetboek wordt gestemd, dat weinig vernieuwend is, behalve in de nadruk op het ontzeggen van traditionele toegangsrechten aan niet-eigenaars.
- 30 september: Ontbinding van de Nationale Grondwetgevende Vergadering, waarvan de leden collectief afzien van herverkiezing.
- 1 oktober: Opening van de Wetgevende Vergadering, met 745 nieuwe leden.
- 8 oktober: La Fayette neemt ontslag bij de Nationale Garde. Hij is kandidaat om Bailly op te volgen als burgemeester van Parijs, maar verliest de verkiezing van Pétion.
- 16 oktober: IJskelderslachting in Avignon.
- 9 november: De jakobijnen overtuigen de feuillants om een decreet aan te nemen dat de émigrés de doodstraf in het vooruitzicht stelt als ze op 1 januari nog samenzweren.
- 12 november: Lodewijk XVI stelt zijn veto tegen het emigrantendecreet.
- 25 november: Oprichting van het Comité van Toezicht.
- 29 november: Geestelijken die de klerikale eed weigeren of herroepen, verliezen hun staatsbezoldiging en krijgen verbod nog sacramenten toe te dienen. Mary Wollstonecraft publiceert A Vindication of the Rights of Men, een van de tientallen reacties op de eerder die maand verschenen Reflections on the Revolution in France van Edmund Burke.
- 19 december: Lodewijk XVI weigert de bekrachtiging van het decreet tegen de refractaire clerus.
- 29 december: De Assemblée stemt 20 miljoen franc oorlogskredieten.

## 1792

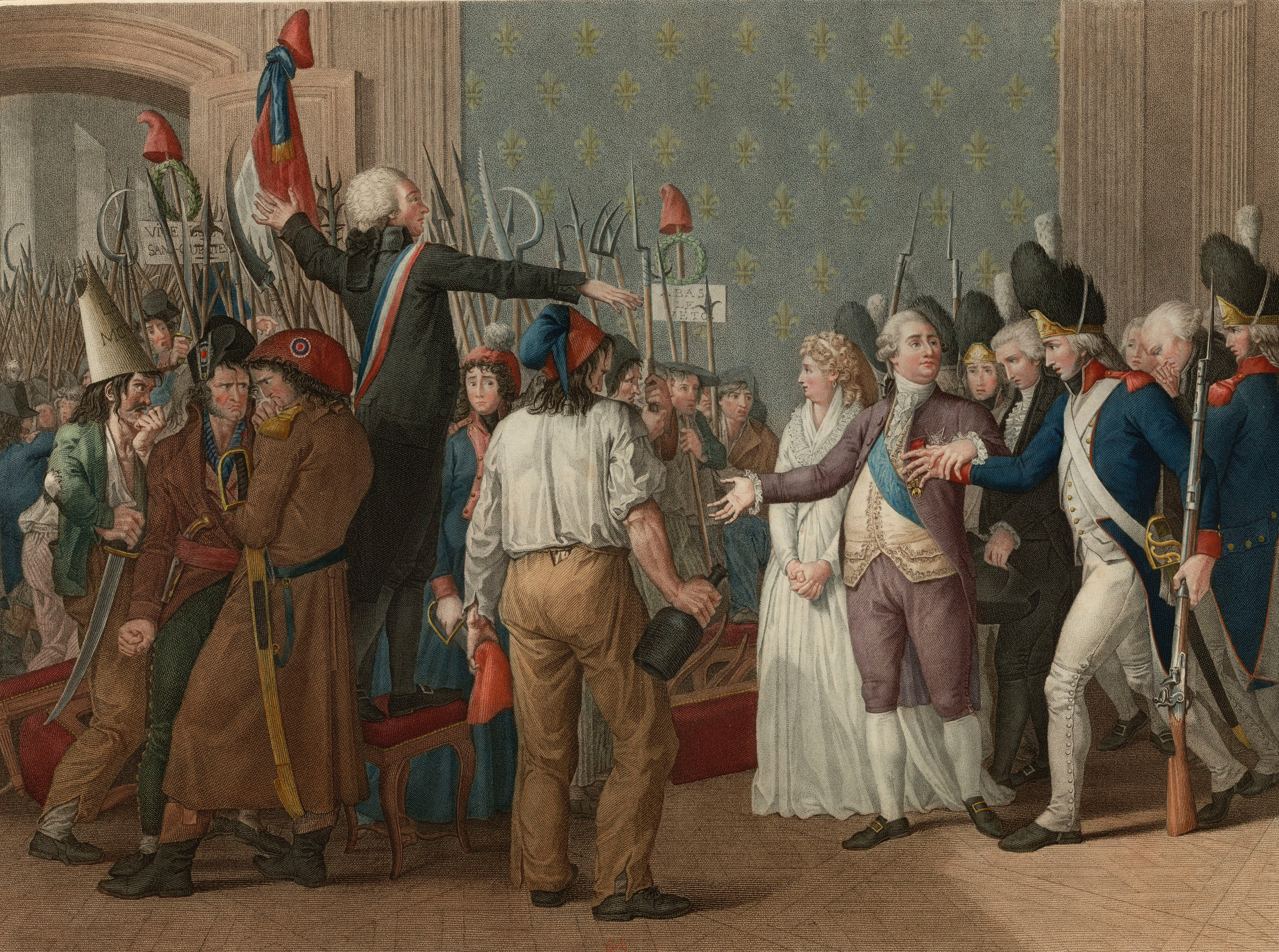
Confrontatie tussen Lodewijk XVI en revolutionairen die op 20 juni 1792 zijn paleis zijn binnengedrongen (prent van Pierre Bouillon, 1796)

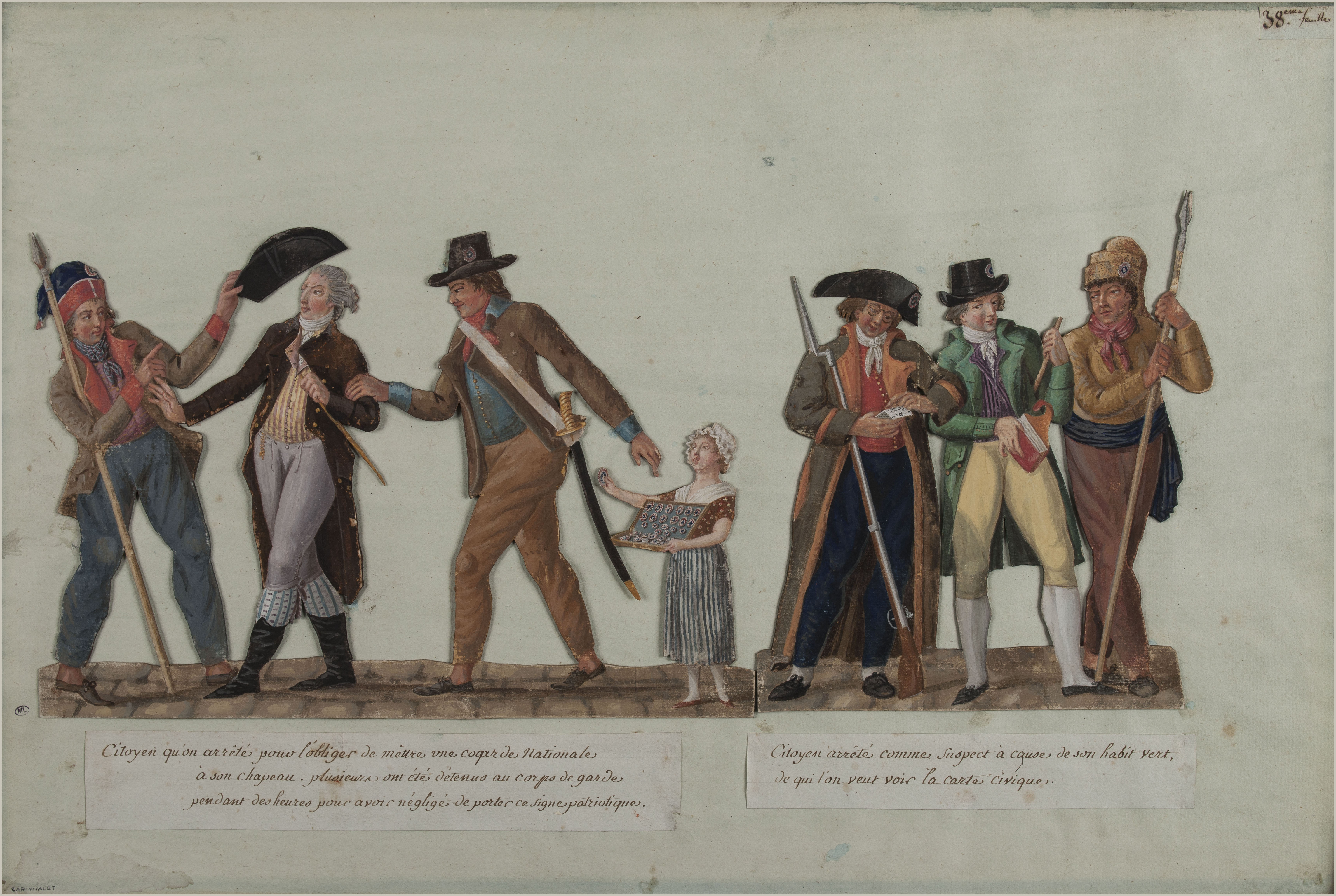
Controle van de kokardedracht en de carte de citoyen (Jean-Baptiste Lesueur, ca. 1792-1794)

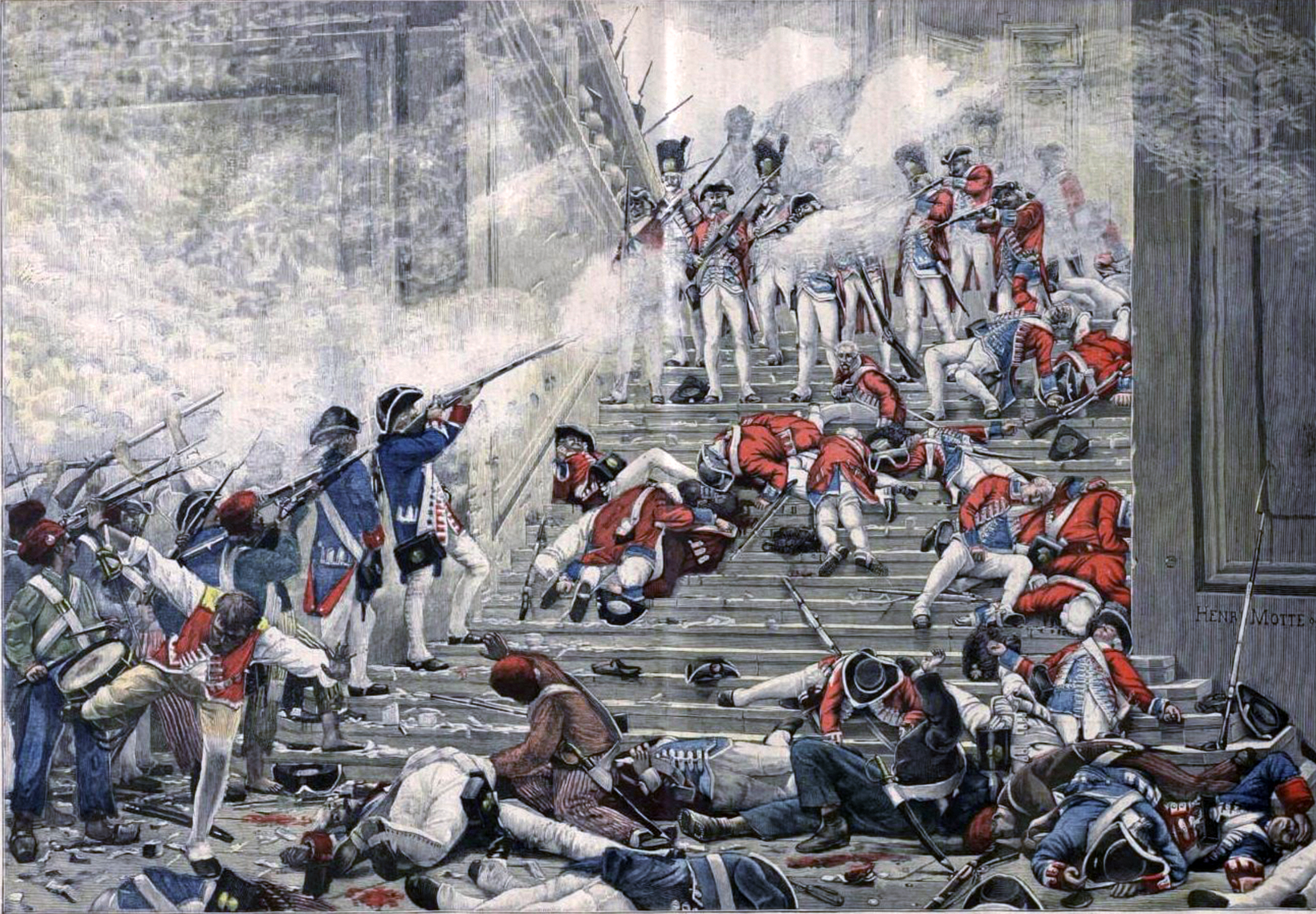
Bestorming van de Tuilerieën op 10 augustus (Henri Motte, 1892)

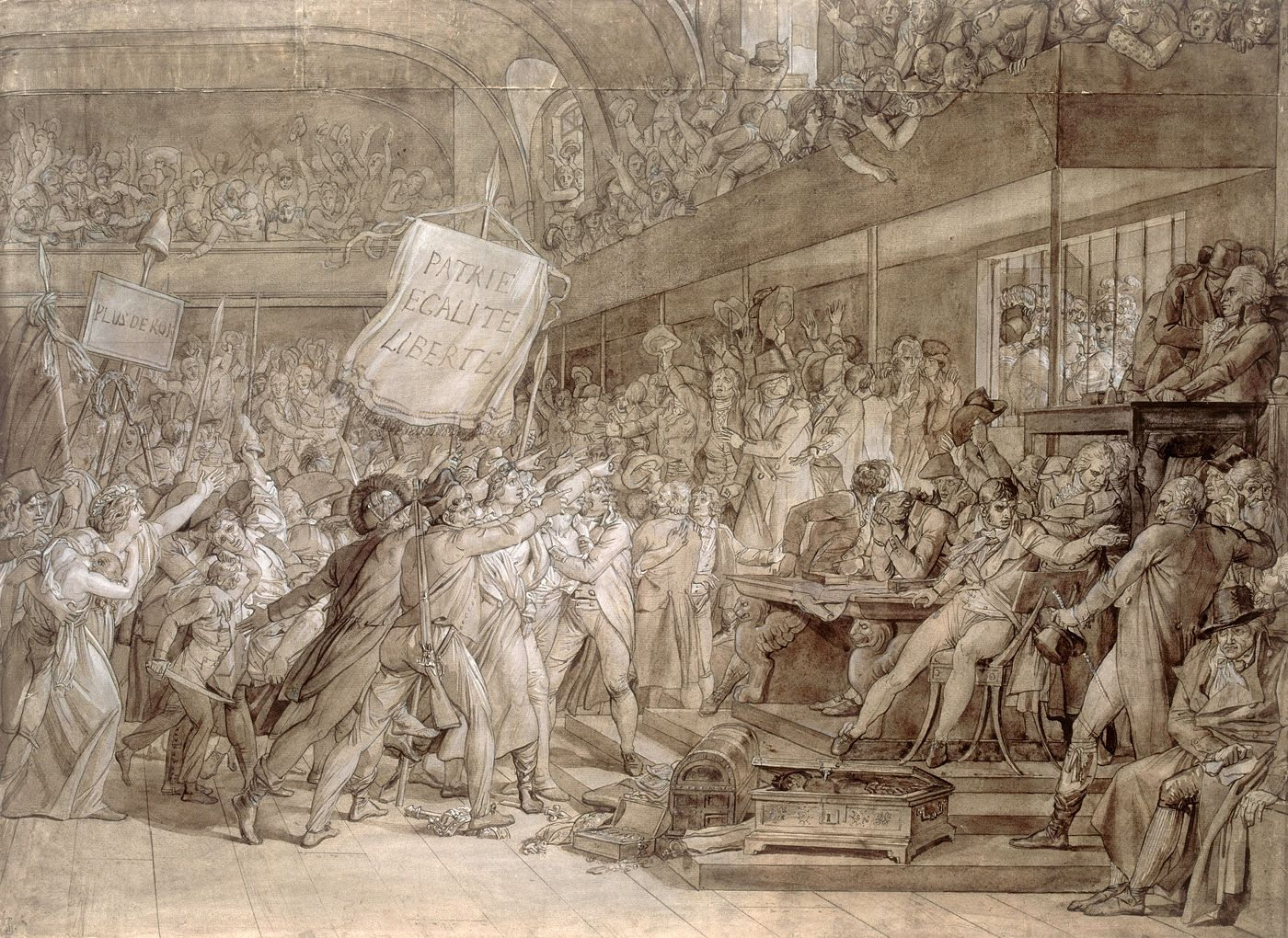
De eisen van de commune in de Wetgevende Vergadering op 10 augustus (François Gérard, 1794)

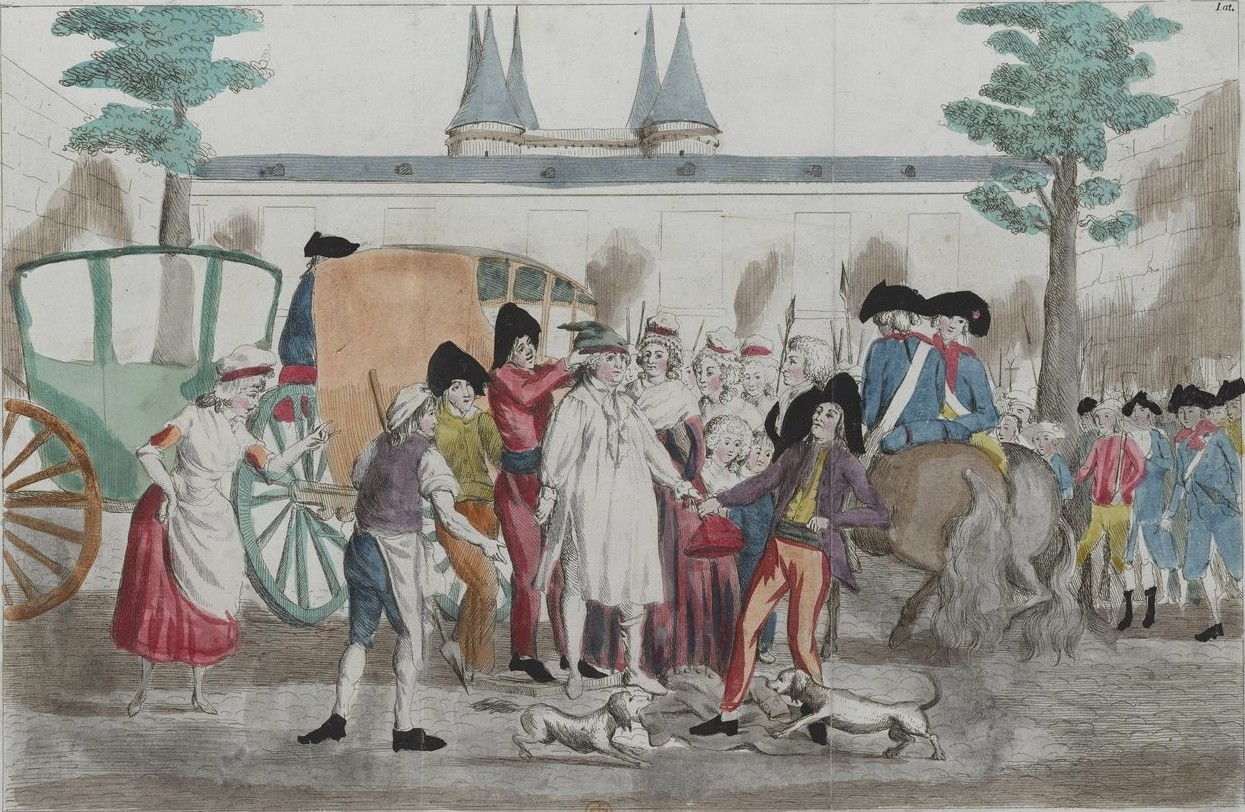
Lodewijk de laatste en zijn familie naar de Temple gevoerd (prent uit 1792)

- januari: Oprichting van de radicale club Société patriotique du Luxembourg, met onder meer Monge.
- 25 januari: Ultimatum aan keizer Leopold II.
- 7 februari: Alliantie tussen Oostenrijk en Pruisen.
- 9 februari: De goederen van émigrés worden genationaliseerd.
- 16 februari: Verschijning van het tweede deel van de Rights of Man van Thomas Paine, een boek waarvan in geen tijd honderdduizenden exemplaren worden verkocht.
- 9 maart: Minister van Oorlog Narbonne-Lara vervangen door de Grave.
- 19 maart: Dumouriez neemt over op Buitenlandse Zaken.
- 23 maart: De feuillantenministers worden vervangen door girondijnen: Roland op Binnenlandse Zaken en Clavière op Financiën.
- 20 april: Op voorstel van Lodewijk XVI verklaart de Wetgevende Vergadering de oorlog aan Oostenrijk.
- 25 april: Het martiale enthousiasme uit zich in het Oorlogslied voor het Rijnleger dat Rouget de l'Isle schrijft in Straatsburg, de latere Marseillaise. Eerste terechtstelling met de guillotine.
- 29 april: Franse troepen vallen de Oostenrijkse Nederlanden binnen. Een voorpost onder bevel van generaal Biron lijdt een nederlaag in Quiévrain. Generaal Théobald Dillon trekt zich terug in de Slag bij Marquain en wordt door zijn ongedisciplineerde manschappen afgeslacht.
- 8 mei: Minister van Oorlog de Grave wordt ontslagen en de dag nadien opgevolgd door Joseph Servan.
- 27 mei: Stemming van een decreet om de deportatie van onbeëdigde geestelijken te vergemakkelijken.
- 8 juni: Stemming van een decreet om een legerkamp bij Parijs te vestigen vanwaaruit troepen naar de grens kunnen vertrekken.
- 11 juni: Lodewijk XVI stelt zijn veto tegen de decreten van 27 mei en 8 juni.
- 13 juni: De koning ontslaat de girondijnse ministers Roland, Servan en Clavière. Dumouriez krijgt de portefeuille van Oorlog. Pruisen verklaart de oorlog.
- 15 juni: Ontslag van Dumouriez. Terugkeer van de feuillanten, met Lajard op Oorlog.
- 18 juni: De vergoeding voor de afschaffing van de casuele rechten van de adel, wordt afgeschaft.
- 19 juni: Bij decreet wordt opdracht gegeven alle adelsbrieven in overheidsbezit te verbranden.
- 20 juni: Een menigte gewapende sansculotten dringt binnen in de Wetgevende Vergadering en vervolgens in het Tuilerieënpaleis om de terugkeer van de ontslagen ministers te eisen en de goedkeuring van decreten die de koning gevetood had. Hij kreeg een rode muts opgezet en bracht een toast uit op het volk, maar gaf niet toe.
- 21 juni: De Wetgevende Vergadering verbiedt dat verzoekers zich gewapend bij haar presenteren. Een royalistische petitie van Dupont de Nemours verzamelt 20.000 handtekeningen.
- 26 juni: Koning Frederik Willem II van Pruisen stelt zich tot oorlogsdoel een einde te maken aan de anarchie in Frankrijk en de wettelijke monarchie te herstellen.
- 28 juni: In een sfeer van groeiende koningshaat eist La Fayette in een vlammende speech voor de Wetgevende Vergadering dat de beledigingen aan het adres van Lodewijk XVI en de ongestraftheid van de facties stoppen.
- 30 juni: Na een onderhoud met de koning en de koningin, die niet met hem willen vluchten, keert La Fayette terug naar zijn leger in Metz. Zijn effigie wordt verbrand in het Palais-Royal.
- 4 juli: De graaf van Saillans, die het derde kamp van Jalès tot een monarchistische samenzwering heeft getransformeerd, belegt het fort van Banne en neemt het vier dagen later in.
- 6 juli: De departementale autoriteiten vaardigen een aanhoudingsbevel uit tegen de markies van La Rouërie, die in Bretagne contrarevolutionaire troepen rekruteert. Hij duikt onder.
- 7 juli: In een elan van verzoening smeedt de baiser Lamourette eenheid in de Wetgevende Vergadering.
- 8 juli: Alle mannen zijn verplicht een nationale kokarde te dragen.
- 10 juli: Ontslag van de feuillantenministers.
- 11 juli: De Wetgevende Vergadering verklaart het vaderland in gevaar. De tekst wordt voorgelezen doorheen het land en doet duizenden vrijwilligers dienst nemen.
- 12 juli: Saillans wordt gevangen en laat het leven in een volksgericht.
- 14 juli: Nieuw Federatiefeest. Olympe de Gouges, Etta Palm en Théroigne de Méricourt vragen dat vrouwen het recht krijgen om vrijwillig in het leger te dienen.
- 15 juli: De Wetgevende Vergadering vraagt dat vijf geregelde regimenten worden verwijderd uit de nabijheid van Parijs.
- 25 juli: Het Manifest van Brunswijk dreigt Parijs te vernielen als de koninklijke familie geweld wordt aangedaan. Dit associeert hen nog meer met de vijand.
- 3 augustus: Namens 47 Parijse secties vraagt burgemeester Pétion dat de koning vervallen zou worden verklaard van zijn troon, overeenkomstig de grondwet.
- 8 augustus: De Wetgevende Vergadering stemt tegen de inbeschuldigingstelling van La Fayette. Ook haar weigering om de koning af te zetten veroorzaakt onvrede.
- 9 augustus: Een revolutionaire commune verdrijft de constitutionele commune uit het stadhuis van Parijs en luidt om middernacht de stormklok.
- 10 augustus: 's Ochtends maakt de commune zich meester van het Tuilerieënpaleis ten koste van de Zwitserse Garde. De koninklijke familie vlucht naar de Wetgevende Vergadering, die het initiatief verloren is en instemt met de revocatie van de ministers, de schorsing (niet afzetting) van de koning en de bijeenroeping van een Nationale Conventie. De verkiezing ervan zal gebeuren bij algemeen stemrecht.[13] Bij acclamatie stelt ze een voorlopige uitvoerende raad aan, bestaande uit Danton, Roland, Servan, Clavière, Lebrun-Tondu en Monge.
- 11 augustus: De Wetgevende Vergadering kent algemeen stemrecht toe aan alle mannen van minstens 21 jaar, zonder cijnsvoorwaarde. Het verschil tussen actieve en niet-actieve burgers wordt opgeheven.
- 13 augustus: De koninklijke familie wordt overgebracht van het Feuillantenklooster naar de Tempelgevangenis.
- 14 augustus: La Fayette probeert zijn troepen vergeefs op Parijs te doen marcheren. De Wetgevende Vergadering beveelt de vernietiging van alle monumenten aan de hoogmoed, het vooroordeel en de tirannie.
- 17 augustus: Een uitzonderingsrechtbank, het Revolutionair tribunaal, wordt ingesteld om te oordelen over de misdaden begaan op 10 augustus.
- 19 augustus: Om aan arrestatie te ontsnappen levert La Fayette zich uit aan de Oostenrijkers, die hem gevangen nemen. Het Pruisische leger onder Brunswijk dringt Frankrijk binnen.
- 21 augustus: Louis Collenot d'Angremont en Arnaud de Laporte zijn de eerste twee terechtgestelden in opdracht van het Revolutionair tribunaal.
- 22 augustus: In de Vendée maken 8000 royalistische boeren zich meester van Châtillon-sur-Sèvre.
- 23 augustus: Longwy geeft zich over aan de coalitie.
- 25 augustus: Afkoopbare herenrechten moeten worden bewezen met een originele titel.
- 26 augustus: De Wetgevende Vergadering beveelt de onbeëdigde klerikalen om binnen de vijftien dagen het land te verlaten,[14] en kent het Franse staatsburgerschap toe aan buitenlanders die de vrijheid hebben gediend.
- 27 augustus: De boeren met een contract van domaine congédiable worden quasi-eigenaars van hun land maar moeten twintig keer de huurwaarde betalen. Deze maatregel gericht op Bretagne overtuigt de betrokkenen niet.
- 2 september: Verdun geeft zich over aan de coalitie. De samenzwering van de markies van La Rouërie en zijn Association bretonne wordt verklikt in Parijs.
- 2-6 september: Om vermeende binnenlandse vijanden te elimineren vormen zich volkstribunalen aan de gevangenissen. Deze Septembermoorden eisen in Parijs 1100 à 1400 slachtoffers. In de dagen erna vallen nog een 150 doden in Meaux, Reims, Orléans, Versailles, Lyon...
- 2-19 september: Tweede ronde van de Conventieverkiezingen.
- 10 september: Opeising van het kerkelijk zilverwerk.
- 14 september: Lodewijk Filips II van Orléans noemt zich Philippe-Égalité.
- 20 september: De Slag bij Valmy is een Franse overwinning en opent de weg om Dumouriez' Belgische invalsplan uit te voeren. In Parijs neemt de Wetgevende Vergadering nog belangrijke maatregelen met de echtscheidingswet en de creatie van een seculiere burgerlijke stand. Onder meer de huwelijksmeerderjarigheid wordt gevoelig verlaagd.[15] Dan duidt de Conventie op een officieuze zitting Pétion aan als voorzitter en zes secretarissen.
- 21 september: Opening van de Nationale Conventie, met vierhonderd van de 749 verkozen. Meteen schaft ze de monarchie af, en vestigt de Eerste Franse Republiek, zonder dat woord al te gebruiken. Na een tweetal maanden strijd met de montagnards zullen de girondijnen de eerste fase van de Conventie domineren.
- 22 september: Introductie van de Republikeinse kalender (het is vandaag 1 vendémiaire jaar I). Het 15.000 man sterke Armée des Alpes onder Montesquiou valt de Savoie in het Koninkrijk Sardinië binnen.
- 25 september: De Conventie verklaart de Franse republiek "één en ondeelbaar".
- 29 september: Het Armée des Alpes bezet het graafschap Nice.
- 4 oktober: Het Franse Rijnleger bezet Worms.
- 8 oktober: Na een intense beschieting breekt Albert Casimir van Saksen-Teschen het beleg van Rijsel af om het hoofd te bieden aan een Franse overmacht die zich aftekent.
- 11 oktober: Oprichting van een grondwettelijk comité binnen de Conventie,
- 9 oktober: Garat volgt Danton op op Justitie.
- 10 oktober: Uitsluiting van Brissot uit de Club des Jacobins, die voortaan gedomineerd wordt door de montagnards.
- 21 oktober: Franse inname van Mainz.
- 23 oktober: Franse inname van Frankfurt am Main.
- 26 oktober: In een manifest aan zijn Belgische "broeders" verklaart Dumouriez dat hij hen zal bevrijden van de Oostenrijkse tirannie, hun rechten respecteren en hen in staat stellen een regering gebaseerd op volkssoevereiniteit te vestigen.
- 6 november: De Franse overwinning in de Slag bij Jemappes opent de weg voor bezetting van de Oostenrijkse Nederlanden en het prinsbisdom Luik.
- 9 november: Generaal Montesquiou wordt in beschuldiging gesteld omdat hij een akkoord heeft gesloten met Genève, terwijl hij het moest veroveren. Hij weet tijdig te vluchten.
- 14 november: Dumouriez maakt zijn intocht in Brussel.
- 20 november: Ontdekking van de IJzeren kast en van het dubbelspel van Mirabeau.
- 27 november: Annexatie van de Savoie.
- 28 november: Miranda neemt de citadel van Antwerpen. Ook Luik wordt bezet.
- 29 november: Opheffing van het Revolutionair tribunaal.
- 30 november: De Conventie stuurt de commissarissen Gossuin, Danton, Delacroix en Camus op inspectie naar de Belgische provincies. Hun annexatiepolitiek zal botsen met Dumouriez' plan voor een onafhankelijke, federatieve republiek.
- 1 december: Voorstellen om het koningschap te vestigen in Frankrijk, wordt strafbaar met de dood.
- 2 december: Chambon volgt Pétion op als burgemeester van Parijs.
- 4 december: Een Belgische delegatie komt de Conventie bedanken en vraagt de onafhankelijkheid.
- 11 december: Start van het proces tegen Lodewijk XVI op de Conventie.
- 15 december: Het decreet van 25 frimaire jaar I exporteert de Franse Revolutie naar veroverde gebieden en bekoelt hun vooruitzicht op onafhankelijkheid.
- 22 december: De citadel van Namen capituleert voor Valence.

## 1793

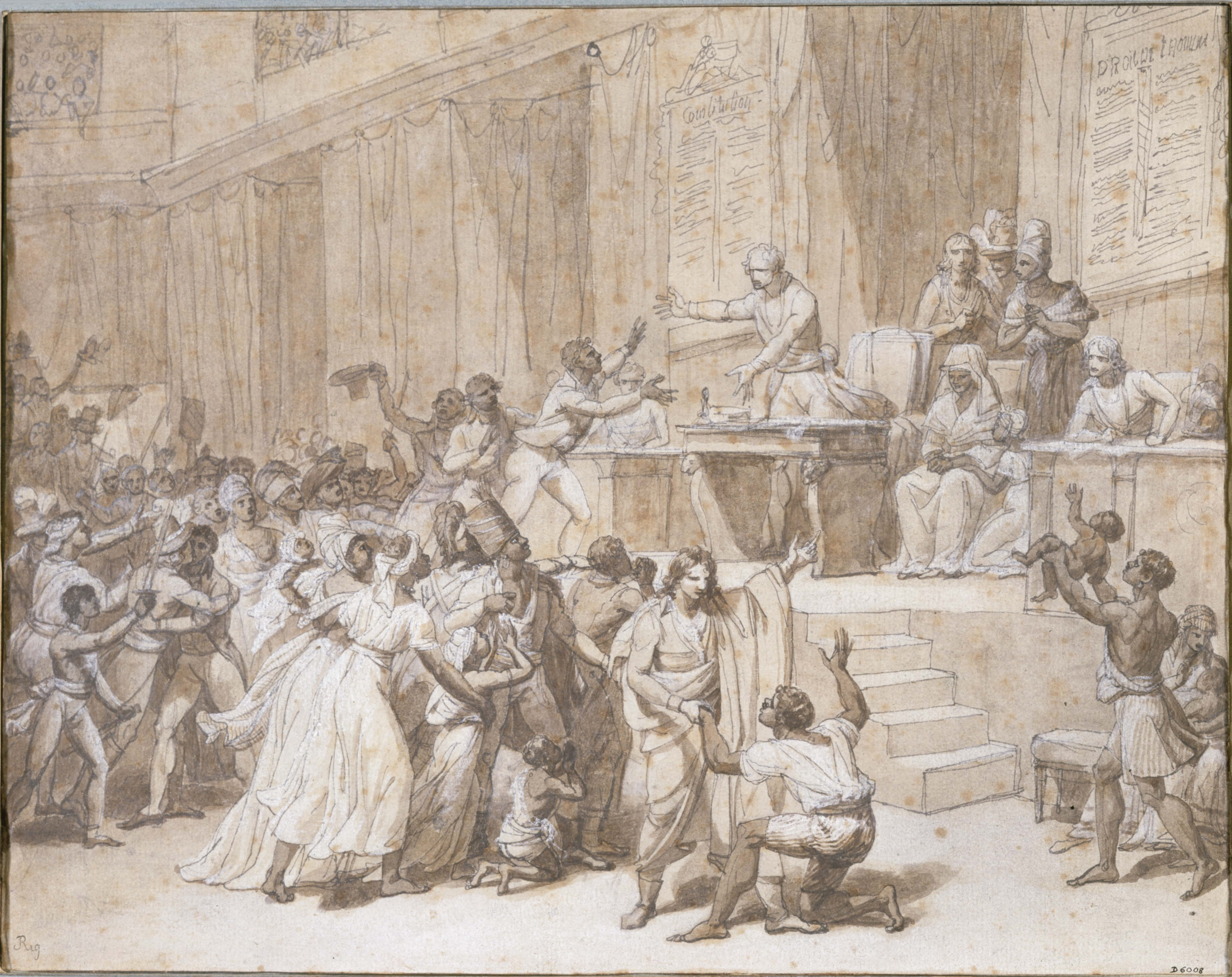
Een delegatie zwarten uit Saint-Domingue vraagt op 4 juni de afschaffing van de slavernij aan de Nationale Conventie. De grondwet van 1793 zal een eerste stap zetten en de afschaffing volgt het jaar daarop.

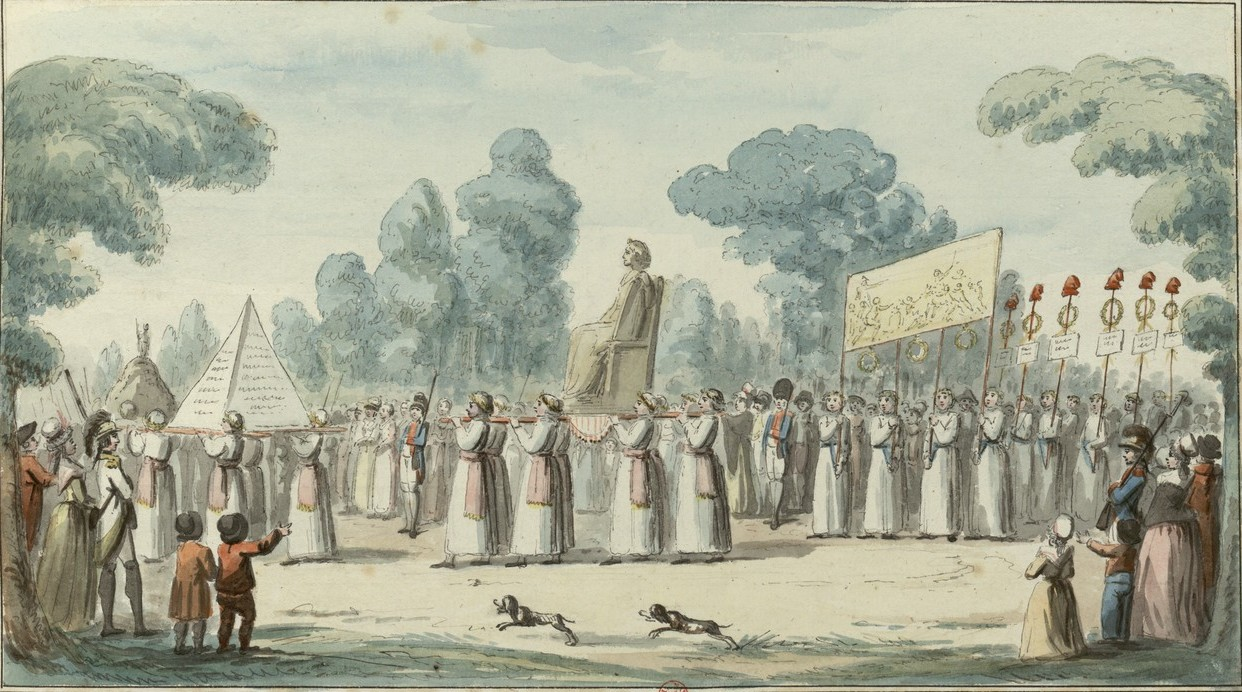
Optocht van het Feest van de Rede op 10 november

- 1 januari: Oprichting van een Comité de défense générale.
- 15 januari: De Conventie vindt Louis Capet unaniem schuldig aan samenzwering tegen de openbare vrijheid en beslist dan bij meerderheid om het vonnis niet door het volk te laten bekrachtigen (geen 'appel au peuple').
- 16-17 januari: In een derde nominale stemming krijgt Louis Capet met 387 stemmen tegen 334 de doodstraf.
- 19 januari: Het uitstel van straf voor Louis Capet wordt verworpen.
- 20 januari: De afgevaardigde Lepeletier sterft aan de gevolgen van een sabelslag vanwege zijn regicide stem.
- 21 januari: Executie van Lodewijk XVI.
- 22 januari: Ontslag van Roland op Binnenlandse Zaken en opvolging door Garat.
- 27 januari: Een zingende en dansende menigte die een boom van de broederlijkheid heeft geplant op de Place du Carrousel, wordt gecontroleerd en onderworpen aan een razzia met huiszoekingen en arrestaties.
- 30 januari: Dood van de markies van La Rouërie.
- 31 januari: Annexatie van het graafschap Nice. Danton ondersteunt het expansionisme met zijn doctrine van de natuurlijke grenzen.
- 1 februari: Franse oorlogsverklaring aan de koning van Engeland en de stadhouder van de Verenigde Provinciën.
- 4 februari: Minister van Oorlog Pache opgevolgd door Beurnonville.
- 8 februari: Bezetting van Zweibrücken door Frankrijk.
- 14 februari: Pache wordt verkozen tot burgemeester van Parijs. Het vorstendom Monaco wordt aangehecht.
- 15 februari: Condorcet stelt een ontwerp van grondwet voor.
- 17 februari: Dumouriez begint zijn invasie van de Verenigde Provinciën.
- 18 februari: Napoleon Bonaparte leidt een mislukte ontscheping op Sardinië.
- 21 februari: Onder impuls van Dubois-Crancé voert de Conventie een ingrijpende legerhervorming door. Ze omvat het "eerste amalgaam", dat de professionele legereenheden en de nationale vrijwilligers versmelt.
- 24 februari: De Conventie decreteert de levée en masse van 300.000 mannen tussen 18 en 40 jaar (vrijgezellen en weduwnaars zonder kinderen). In het hele land zal dit opstanden teweegbrengen.
- 26 februari: Hongerende Parisiennes plunderen de kruideniers rond Les Halles.
- maart: Vooral de Chouannerie in Bretagne en de Opstand in de Vendée kennen successen. Aanhechtingsdecreten lijven gestaag Belgische steden en gemeenten in.
- 1 maart: Brussel wordt als eerste Belgische stad aangehecht bij Frankrijk, na een georchestreerde volksvergadering. De prins van Coburg herovert Maastricht en richt zijn tegenoffensief dan op Luik.
- 4 maart: De Conventie annuleert alle allianties en commerciële verdragen met landen waarmee ze in oorlog is.
- 7 maart: Frankrijk verklaart de oorlog aan de koning van Spanje.
- 9 maart: De Conventie creëert de représentants en mission, politieke commissarissen die ze naar elk departement afvaardigt om de mobilisatie te faciliteren.
- 10 maart: Oprichting van een Buitengewoon crimineel tribunaal, in de herfst omgedoopt tot Revolutionair tribunaal. Het moet de binnenlandse vijanden elimineren.
- 11 maart: In Machecoul richten duizenden boeren die protesteren tegen de levée en masse een slachting aan. Begin van de Opstand in de Vendée.
- 17 maart: Annexatie van het vorstendom Salm-Salm. Inwoners hadden erom verzocht doordat hun enclave honger leed door het Franse verbod op graanexport.
- 18 maart: De Slag bij Neerwinden is een Franse nederlaag en zet de veroveringen in België onder zware druk. De Conventie richt een Commission de salut public op.
- 19 maart: De opstandelingen leggen een hinderlaag en winnen de Slag van Pont-Charrault. De deelnemers aan de "contrarevolutionaire onlusten" rond de conscriptie, worden vogelvrij verklaard. Het decreet op de openbare bijstand wordt aangenomen.
- 21 maart: Oprichting van de lokale Comités de surveillance, die toezicht moeten houden op de vreemdelingen.
- 23 maart: Annexatie van de Rauraakse Republiek.
- 27 maart: "Vijanden van de Revolutie" worden vogelvrij verklaard en kunnen de doodstraf krijgen op eenvoudige herkenning van identiteit.
- 28 maart: Dumouriez onderhandelt de Franse aftocht uit België met stafchef Karl Mack von Leiberich, aan wie hij zijn plan onthult om naar Parijs te marcheren. Een decreet tegen de émigrés wordt aangenomen.
- 30 maart: Aanhechting van het Rijnland.
- 1 april: Dumouriez neemt oorlogsminister Beurnonville en de gedeputeerden Camus, Quinette, Bancal en Lamarque gevangen, die hem kwamen schorsen en voor de Conventie in Parijs leiden.
- 4 april: Dumouriez, die zijn troepen niet heeft kunnen overtuigen van de mars op Parijs, loopt over naar de Oostenrijkers.
- 5 april: Marat wordt voorzitter van de Club des Jacobins en eist de afzetting van de girondijnen, die worden gezien als medeplichtig aan het verraad van Dumouriez.
- 6 april: Oprichting van het Comité de salut public.
- 7 april: Philippe-Égalité wordt opgesloten in de Prison de l'Abbaye en ook zijn orleanistische entourage wordt zo uitgeschakeld.
- 11 april: De Vendéens slaan een aanval op het dorp Chemillé af.
- 13 april: De Conventie verklaart dat de verloren gebieden zullen worden heroverd. Arrestatie van Marat wegens het oproepen tot geweld tegen de verraders van de regering en de Conventie.
- 22 april: De nederlaag van Berruyer bij Beaupréau betekent de mislukking van zijn offensief in de Vendée, maar Beysser zegeviert in Machecoul.
- 24 april: De jury van het Revolutionair tribunaal spreekt Marat vrij en duidt zijn geschriften als "terechte verontwaardiging". Robespierre presenteert zijn ontwerp van grondwet.
- 29 april: Federalistische opstanden in Marseille.
- 30 april: Reorganisatie van de représentants du peuple en mission.
- 4 mei: De Wet op het Maximum reguleert de graan- en meelverkoop en stelt departementale prijscontroles in.[16]
- 10 mei: De Conventie verhuist naar de Salle des Machines van het Tuilerieënpaleis.
- 12 mei: Aanhechting van het Land van Luik op verzoek van Luikse vluchtelingen, hoewel het gebied niet meer wordt gecontroleerd.
- 16 mei: Eerste slag bij Fontenay-le-Comte in de Opstand in de Vendée.
- 18 mei: Oprichting van de Commissie van Twaalf, die samenzweringen van de Parijse secties tegen de Conventie moet onderzoeken.
- 23 mei: De coalitie wint de Slag bij Famars.
- 24 mei: Aanhoudingsbevel tegen Hébert.
- 25 mei: Tweede slag bij Fontenay-le-Comte in de Opstand in de Vendée.
- 30 mei: Chalier en de jakobijnen omvergeworpen in Lyon.
- 31 mei: De sansculotten proberen hun wil op te leggen aan de Conventie, maar bekomen enkel de ontbinding van de Commission des Douze.
- 2 juni: Val van de girondijnen onder gewapende druk van de sansculotten en de Nationale Garde. De Conventie beveelt de opsluiting van de ministers Clavière en Lebrun-Tondu en van 29 girondijnse afgevaardigden. Nieuwe fase van de Conventie beheerst door de montagnards.
- 9 juni: Bordeaux rebelleert tegen deze Parijse machtsgreep en stelt een Commission populaire de salut public du département de la Gironde in, die zich tot doel stelt de vrijheid in de Nationale Conventie te herstellen.[17]
- 10 juni: Toelating om gemeenschappelijke gronden te privatiseren op gelijke basis.
- 18 juni: In Parijs worden twaalf leden van de Association bretonne terechtgesteld.
- 23 juni: Opheffing van de krijgswet.
- 24 juni: De Grondwet van 1793 wordt aangenomen, voorafgegaan door een nieuwe Verklaring van de Rechten van de Mens en de Burger.
- 28 juni: Eerste Slag bij Luçon in de Opstand in de Vendée.
- 29 juni: De republikeinse zege in de Slag bij Nantes betekent een ommekeer in de oorlog met de Vendéens.
- 30 juni: Oprichting van de Commission populaire républicaine et de salut public du Rhône-et-Loire in Lyon, die zich verzet tegen de gezuiverde Nationale Conventie.
- 3 juli: Het Comité de salut public plaatst de dauphin bij de schoenmaker en revolutionair Antoine Simon.
- 5 juli: Eerste Slag bij Châtillon in de Opstand in de Vendée. Van de 7000 republikeinse troepen onder François Westermann zijn er maar driehonderd overlevenden.
- 13 juli: Moord op Marat door Charlotte Corday. Bij Vernon wordt een troep federalisten uit Caen verslagen.
- 14 juli: Jacques Cathelineau, aanvoerder van het Katholiek en koninklijk leger, sterft aan complicaties van een kwetsuur opgelopen in Nantes.
- 17 juli: Afschaffing zonder vergoeding van de heerlijke en feodale rechten die tot dan moesten worden afgekocht. Terechtstelling van Chalier in Lyon.
- 18 juli: Slag bij Vihiers in de Opstand in de Vendée.
- 23 juli: Coalitietroepen heroveren Mainz en maken een einde aan de eerste Duitse democratie.
- 25 juli: Verkoop van de geconfisqueerde goederen van emigranten.
- 27 juli: Robespierre treedt toe tot het Comité de salut public.
- 28 juli: Valenciennes valt aan de coalitie.
- 30 juli: Tweede Slag bij Luçon in de Opstand in de Vendée.
- 1 augustus: Op voorstel van Barère wordt de vernietiging van alle koningsgraven in Frankrijk bevolen. Het metrisch stelsel wordt aangenomen (maar is nog niet verplicht).[18]
- 6-8 augustus: De eerste koningsgraven in de basiliek basilique Saint-Denis worden geprofaneerd.
- 15 augustus: Ontslag van Garat op Binnenlandse Zaken en opvolging door Paré.
- 23 augustus: Nieuwe levée en masse, prioritair gericht op de mannen tussen 18 en 25 jaar.
- 25 augustus: Republikeinen heroveren Marseille.
- 27 augustus: Toulon levert zich uit aan de Britten.
- 29 augustus: In Cap-Français verklaart Sonthanax dat alle zwarte en halfbloedslaven vrij zijn en volwaardige Franse burgers, maar ook dat ze verplicht zijn hun dienst verder te zetten.
- 31 augustus: In de Doubs grijpen 1200 landlieden de wapens, maar hun "Kleine Vendée" wordt binnen de week onderdrukt.
- 5 september: Een binnengedrongen menigte vraagt de Conventie om terreur "op de agenda te plaatsen". Er wordt een "revolutionair leger" van militanten ingesteld, dat moet waken over de bevoorrading van Parijs en het patriotisme van de bevolking.
- 8 september: Frankrijk verslaat de Coalitie in de Slag bij Hondschote en dwingt de hertog van York het beleg van Duinkerke op te geven.
- 13 september: In Méribel verslaan de Fransen koningsgezinde Savoyaarden in Sardijnse dienst.
- 17 september: De Loi des suspects, aangenomen op voorstel van Merlin de Douai, laat toe "verdachten" zonder veel plichtplegingen op te sluiten tot er vrede is. In de slag bij Peyrestortes verslaan de Fransen de Spanjaarden.
- 21 september: De kokardeplicht uitgebreid naar vrouwen.
- 22 september: De overwinning bij Trouillas laat de Spanjaarden toe hun Franse bruggehoofd te behouden.
- 29 september: De Wet op het Algemene Maximum brengt landelijke maximumprijzen op levensmiddelen (graan, brandhout, kaarsen, vlees, boter, bier, wijn, zout, suiker, hennep...). Ook de lonen worden geplafonneerd.
- 1 oktober: Commissaris Barère noemt de Vendée "de politieke houtskool die het hart van de Franse republiek verslindt" en roept op om de streek te verwoesten.
- 5 oktober: Stemming van de republikeinse kalender op voorstel van Gilbert Romme.
- 9 oktober: De troepen van de Nationale Conventie nemen Lyon in, dat de nieuwe naam Ville Affranchie krijgt.
- 10 oktober: De Conventie aanvaardt dat er tot de vrede een revolutionaire regering zal zijn en stelt haar grondwet buiten toepassing. Montbéliard wordt veroverd en aangehecht.
- 12-25 oktober: Nieuwe vernielingen van koningsgraven in de Saint-Denis.
- 16 oktober: Executie van Marie-Antoinette van Oostenrijk. De overwinning in de Slag bij Wattignies beveiligt de Franse noordgrens. De Conventie maant tot wijziging van gemeentenamen die refereren aan het koningschap, de feodaliteit of het bijgeloof.
- 17 oktober: Overwinning op de Oostenrijkers bij Wattignies. De Vendéens worden verslagen bij Cholet.
- 18 oktober: Dood van aanvoerder Bonchamps. Met de Virée de Galerne steken de Vendéens de Loire over en zoeken ze hulp in Bretagne en Normandië.
- 23 oktober: Sansculotten verwijderen 28 koningsbeelden van de Notre-Dame van Parijs.
- 27 oktober: Gelijkberechtiging in het bestuur van het echtelijke vermogen.
- 30 oktober: Verbod op vrouwelijke clubs door toedoen van Amar.
- 31 oktober: Terechtstelling van de girondijnen. Op Saint-Domingue verklaart Polvenel dat de slavernij op Franse eilanden is afgeschaft.
- 2 november: Wettige en buitenhuwelijkse kinderen krijgen gelijke erfrechten.
- 6 november: De Conventie erkent de beslissing van Mennecy om haar parochie af te schaffen en stelt dat gemeenten het recht hebben zich te ontdoen van religieuze ceremonieën die hen niet bevallen.[19] Er volgt een golf van kerksluitingen en vele duizenden constitutionele priesters treden af.
- 7 november: Terechtstelling van Philippe-Égalité.
- 8 november: Terechtstelling van Madame Roland. Het tutoyeren wordt verplicht gesteld.
- 10 november: De hébertisten stellen de Conventie voor een voldongen feit en verplaatsen hun Feest van de Vrijheid en de Rede naar de Notre-Dame.
- 11 november: Terechtstelling van Bailly, eerste burgemeester van Parijs.
- 17 november: Begin van de verdrinkingen in Nantes. Terechtstelling van generaal Houchard voor het niet-vervolgen van zijn voordeel na Hondschote.
- 21 november: In de Jakobijnenclub valt Robespierre het atheïsme aan.
- 23 november: De Conventie decreteert de sluiting van alle Parijse kerken.
- 24 november: In het definitieve decreet op het "tijdperk der Fransen" zijn de nieuwe dag- en maandnamen van Fabre d'Églantine opgenomen. Ook bevat het een decimale uurindeling, die echter dode letter blijft.
- 4 december: De revolutionaire regering wordt per decreet georganiseerd.[20] Het voert een centralisatie door die de Nationale Conventie tot de enige motor van de regering maakt, ten koste van lokale en populaire initiatieven.
- 8 december: Op voorstel van Robespierre verbiedt de Conventie elke vorm van geweld en beperking tegen de vrijheid van eredienst.[21] Dit stopt de ontkerstening niet.
- 13 december: In de Slag bij Le Mans worden de Vendéens afgeslacht.
- 15 december: Het offensief van Pichegru en Hoche doet 40.000 mensen vluchten over de Rijn.
- 19 december: Herovering van Toulon, dat gestraft wordt met de nieuwe naam Port-de-la-Montagne. Invoering van gratis en verplicht lager onderwijs.
- 20 december: In Le Vieux Cordelier doen de jakobijnen Danton en Desmoulins een oproep om de opsluiting van verdachten en de executies te beëindigen en de grondwet in werking te stellen.
- 23 december: De Slag bij Savenay is een nieuwe nederlaag voor de Vendée en beëindigt hun Virée de Galerne.
- 25 december: Een rapport van Robespierre namens het Comité de salut public verklaart dat de revolutionaire regering tot doel heeft de republiek te stichten.
- 28 december: Aanhouding van de vreemdelingen Thomas Paine en Anacharsis Cloots.

## 1794
- 6 januari: Voor de repressie in Marseille richt Fréron de commissie-Brutus op. Ze zal 120 doodstraffen opleggen.
- 10 januari: De Commune van Parijs verbiedt prostitutie op straf van verbanning, maar de maatregel heeft weinig effect.
- 12 januari: Schandaal van de Compagnie des Indes.
- 19 januari: De Britten landen op Corsica.
- 21 januari: In de Vendée beginnen de colonnes infernales van Turreau aan hun helse, aardeverschroeiende tocht.
- 26 januari: In de Ain begint Albitte aan het neerhalen van honderden kerk- en kasteeltorens omdat ze de egalitaire principes van de republiek aantasten.
- 4 februari: Uit Saint-Domingue komen de gedeputeerden Dufay de la Tour, Mills en Belley de afschaffing van de slavernij aankondigen. De Conventie applaudisseert en haar voorzitter roept de afschaffing van de zwarte slavernij in de koloniën uit.
- 5 februari: Een toespraak van Robespierre namens het Comité de salut public ziet de revolutionaire regering als een eigen categorie, naast de monarchie, despotie en republiek.[22]
- 3 maart: Decreten op de eigendommen van verdachten.
- 23 maart: Slag bij Mortagne in de Opstand in de Vendée.
- 24 maart: Executie van de Hébertisten.
- 1 april: De zeskoppige Conseil exécutif provisoire wordt vervangen door twaalf uitvoerende commissies.
- 2 april: Oprichting van de Compagnie d'aérostiers, de eerste luchteenheid ter wereld, met als taak slagvelden te observeren.
- 5 april: Executie van Danton, zijn aanhangers en Camille Desmoulins.
- 13 april: In de Luxemburgse samenzwering worden negentien doodvonnissen uitgesproken, waaronder tegen Lucile Desmoulins en Gobel. Er zijn ook zeven vrijspraken.
- 16 april: Buitenlanders moeten zich verwijderen uit versterkte steden, havens en Parijs.[23]
- 20 april: Door de ontkerstening wordt Pasen in misschien slechts 150 van de ooit 40.000 kerken openlijk gevierd.[24] Het grootste deel van de constitutionele clerus is afgetreden, velen zijn ook getrouwd.
- 5 mei: 28 voormalige belastingpachters worden ter dood veroordeeld, onder wie Antoine Lavoisier.
- 7 mei: Volgens een decreet erkent het Franse volk het bestaan van een Opperwezen en de onsterfelijkheid van de ziel.
- 10 mei: Arrestatie van de Parijse burgemeester Pache, vervangen door Fleuriot-Lescot.
- 30 mei: Het tekort aan handen op het veld, veroorzaakt door de loonplafonnering, brengt de Conventie ertoe al wie gewoonlijk meewerkt aan de oogst op te vorderen.[25] Hiertoe worden nieuwe lonen en voorwaarden vastgesteld.
- 8 juni: Feest van het Opperwezen en de natuur. Een door David georganiseerd optocht trekt van de Tuilerieëntuin naar het Champ-de-Mars.
- 10 juni: De Wet van 22 prairial kent de nieuwe bevoegdheden toe aan het Revolutionair tribunaal. Men gaat spreken over de Grote Terreur.
- 26 juni: In de Slag bij Fleurus maken de Fransen een einde aan de Tweede Oostenrijkse Restauratie in België.
- 9 juli: Voorlopige invrijheidstelling van verdachte landwerkers met het oog op de oogst.[26]
- 20 juli: Overheidsakten mogen enkel nog in het Frans worden gesteld en het registreren van akten in een andere taal wordt verboden.
- 23 juli: Invoering van loonregulering in Parijs.
- 27 juli: Op een woelige zitting van de Conventie op 9 thermidor worden Robespierre, Saint-Just en Couthon aangehouden. Augustin Robespierre en Le Bas vragen om hun lot te delen. Communards komen het vijftal bevrijden, maar het wordt opnieuw gevat in een nachtelijke aanval op het Hôtel de Ville. Deze Thermidoriaanse Reactie markeert het begin van de Thermidoriaanse Conventie.
- 28 juli: Executie van Robespierre, Saint-Just en twintig andere "samenzweerders". In de volgende dagen wordt het aantal terechtgestelde robespierristen op 107 gebracht.
- 29 juli: Er wordt beslist om maandelijks een kwart van het Comité de salut public en het Comité de sûreté générale te vervangen.
- 1 augustus: De Wet van 22 prairial wordt opgeschort, de andere uitzondersmaatregelen blijven. Openbaar aanklager Fouquier-Tinville wordt aangehouden.
- 9 augustus: Arrestatie van Bonaparte in Nice op verdenking van robespierrisme. Elf dagen later wordt hij vrijgelaten.
- 10 augustus: Reorganisatie van het Revolutionair tribunaal, dat vaker zal vrijspreken.
- 24 augustus: Hervorming van de regeringscomités, waartoe voortaan ook het Comité de législation behoort.
- 31 augustus: Een reorganisatie ontneemt het Parijse stadsbestuur zijn autonomie.
- 18 september: De kosten en salarissen van de eredienst worden niet meer ten laste genomen door de staat.
- 19 september: In het Palais-Égalité vecht de jeunesse dorée met sansculotten. Als onderdeel van de systematische plundering van België komen de eerste in beslag genomen kunstwerken aan in Parijs.
- 21 september: Pantheonisering van Marat en verwijdering van Mirabeau.
- 28 september: Oprichting van de Centrale School voor Openbare Werken, de toekomstige École polytechnique.
- 10 oktober: Oprichting van het Nationaal Conservatorium voor Kunsten en Ambachten.
- 11 oktober: Pantheonisering van Rousseau.
- 30 oktober: Oprichting van de École normale supérieure.
- 12 november: Sluiting van de Jakobijnenclub in Parijs.
- 17 november: Het onderwijsdecreet stelt een lagere school in per duizend inwoners en maakt Frans de enige onderwijstaal.[27] Het "idioom van het land" mag slechts ondersteunend worden gebruikt.
- 2 december: Aan de Vendéens die de wapens neerleggen wordt amnestie beloofd.
- 4 december: De overwinningen sinds de lente bieden uitzicht op het einde van de oorlog. Merlin de Douai rapporteert aan de Conventie dat het "lawaai van de vrede" te horen is.
- 8 december: 77 aangehouden of verwijderde gedeputeerden worden weer toegelaten tot de Conventie.
- 16 december: Carrier, de verdrinker van Nantes, wordt veroordeeld en terechtgesteld.
- 24 december: Opheffing van het maximum op prijzen en lonen, wat torenhoge inflatie en sociale onvrede uitlokt.

## 1795
- 10 januari: Wie na 31 mei 1793 is geëmigreerd, mag terugkeren.
- 19 januari: Pichegru maakt zijn intocht in Amsterdam. Stichting van de Bataafse Republiek.
- 24 januari: Overgave van de Nederlandse vloot aan de Franse cavalerie.
- 9 februari: Vrede met de groothertog van Toscane.
- 14 februari: De moord op Joseph Fernex in Lyon, niet vervolgd, doet de reactionaire Witte Terreur echt losbarsten.
- 17 februari: In La Jaunaye wordt een vrede gesloten met Charette en andere kopstukken van de Vendée (die slechts enkele maanden zal standhouden).
- 21 februari: De godsdienstvrijheid wordt per decreet geregeld.[28] Een strikt begrepen scheiding van kerk en staat houdt in dat de publieke ruimte vrij is van religie. Kerkklokken mogen niet meer worden geluid.
- 23 februari: De verwijderde functionarissen van het Schrikbewind moeten Parijs verlaten en naar hun gemeente gaan (waar ze zijn blootgesteld aan de volkswoede).
- 26 februari: Marat uit het Pantheon gehaald.
- 8 maart: De laatste geweerde girondijnen worden weer in de Conventie opgenomen.
- 21 maart: Sieyès laat een decreet op de "grote politie" stemmen, dat de doodstraf toebedeelt aan iedereen die zich tegen de Conventie verklaart en aanstookt tot opstand.
- 1 april: Hongeropstand van 12 germinal. Mannen en vrouwen dringen de Conventie binnen en zetten zich op de banken van de gedeputeerden. Op het einde van de namiddag worden ze verdreven. De laatste kern van montagnards wordt opgesloten en gedeporteerd.
- 2 april: 1600 Parijzenaars worden ontwapend. Ze verliezen burgerrechten en toegang tot publieke posities.
- 3 april: Een grondwetscommissie krijgt de opdracht een nieuwe tekst uit te werken ter aanvulling van de niet-toegepaste grondwet van 1793.
- 4 april: In Lyon breken duizenden binnen in gevangenissen om jakobijnen te doden. Tot juni heerst in het zuiden de Witte Terreur.
- 5 april: Door het eerste Verdrag van Bazel verlaat Pruisen de oorlog.
- 7 april: Verdere ontplooiing van het metrisch stelsel, maar nog steeds zonder verplichting.[29] De munteenheid wordt de decimale franc in plaats van livre.
- 10 april: De verwijderde functionarissen van het Schrikbewind (die naar hun gemeente zijn teruggekeerd) moeten zich ontwapenen.
- 20 april: Het Verdrag van La Mabilais stelt gedeeltelijk een einde aan de Chouannerie.
- 2 mei: Te Saint-Florent wordt een verdrag gesloten met Stofflet, een aanvoerder van de Vendée.
- 4-6 mei: In Lyon dringen reactionairen de gevangenissen binnen en doden een honderdtal opgesloten revolutionairen.
- 7 mei: Fouquier-Tinville komt onder de guillotine.
- 16 mei: Frankrijk en de Bataafse zusterrepubliek/vazalstaat sluiten de Vrede van Den Haag.
- 20-23 mei: In de Opstand van 1 prairial tonen de sansculotten een laatste keer de macht van de straat. Hij wordt neergeslagen en als reactie volgt een grote zuivering, waarin ook de laatste montagnards ("crêtois") verdwijnen.
- 30 mei: In de niet-vervreemde kerken wordt de eredienst toegestaan door priesters die onderwerping aan de wetten hebben gezworen.
- 31 mei: Opheffing van het Revolutionair tribunaal.
- 5 juni: In Marseille dringen reactionairen het Fort Saint-Jean binnen en doden een honderdtal opgesloten revolutionairen.
- 8 juni: De tienjarige ex-troonopvolger Louis sterft in gevangenschap aan een buikvliesontsteking.
- 16 juni: De prinsen in ballingschap roepen de graaf van Provence uit tot koning Lodewijk XVIII.
- 17 juni: Zes montagnards krijgen de doodstraf en steken zich neer in hun cel. Romme, Goujon en Duquesnoy sterven ter plekke, Duroy, Soubrany en Bourbotte worden geguillotineerd.
- 23 juni: Boissy d'Anglas, rapporteur van de Commission des Onze belast met het in werking stellen van de Grondwet van 1793, adviseert om de constitutie te begraven en de republiek opnieuw te stichten.
- 25 juni: Vanuit zijn ballingsoord Verona eist Lodewijk XVIII de troon op. Hij wijst een terugkeer naar de grondwet van 1791 af en lijkt aan te sturen op een herstel van het ancien régime veeleer dan op een constitutionele monarchie.
- 27 juni: De Quiberon-expeditie, georganiseerd door de troonpretendent Lodewijk XVIII en de graaf van Artois, landt met Britse steun in Carnac om samen met de Chouannerie de contrarevolutionaire opstand in het westen te herlanceren.
- 20 juli: In een toespraak stelt Sieyès grondwettigheidstoetsing door een jury voor.
- 14 juli: De Marseillaise wordt het Franse volkslied.
- 17 juli: Moncey neemt Bilbao in.
- 21 juli: Hoche verslaat het emigrantenleger in Quiberon. 628 gewapende royalisten worden geëxecuteerd.
- 22 juli: Door het tweede Verdrag van Bazel verlaat Spanje de oorlog.
- 22 augustus: Grondwet van 1795 aangenomen. Hij wordt voorafgegaan door een Verklaring van de rechten en plichten van de mens en de burger, en is minder democratisch dan deze van 1793, die nooit in voege is geweest.
- 22-30 augustus: De "decreten van de twee derden" zorgen ervoor dat twee derde van de Conventieleden zitting zullen hebben in het te verkiezen Corps législatif.
- 23 augustus: Ontbinding van de laatste clubs.
- 28 augustus: Door het derde Verdrag van Bazel verlaat het landgraafschap Hessen-Kassel de oorlog.
- 23 september: Invoering van het metrisch stelsel.
- 29 september: Decreet op de uitoefening van de eredienst.
- 1 oktober: Aanhechting van de Belgische departementen, maar de eerste jaren worden de wetten slechts na een bijzondere publicatie van toepassing op deze "nieuwe Fransen".
- 3-6 oktober: De royalistische Opstand van 13 Vendémiaire wordt met kartetsen onderdrukt door Bonaparte.
- 10 oktober: De Beurs van Parijs mag weer open.
- 21 oktober: Tweede ronde van de wetgevende verkiezingen in uitvoering van de nieuwe grondwet.
- 25 oktober: De Code pénal van Merlin de Douai is strenger dan die van Lepeletier. De Wet-Daunou vernieuwt het onderwijsstelsel. Hij stelt een kalender in met zeven nationale feestdagen,[30] laat het gratis en verplichte karakter van de lagere school vallen, en voorziet in aparte meisjesscholen.
- 26 oktober: De Nationale Conventie gaat uiteen na een laatste decreet, dat de doodstraf afschaft vanaf de "bekendmaking van de algemene vrede" en dat een gedeeltelijke amnestie verleent. De bij volksraadpleging bekrachtigde grondwet treedt in voege. Aanhechting van de Republiek Bouillon.
- 29 oktober: Met een handig manoeuver maakt Clerfayt een einde aan de Franse blokkade van Mainz.
- 31 oktober: Verkiezing van het eerste Directoire: La Révellière-Lépeaux, Reubell, Letourneur, Barras en Sieyès. Die laatste weigert en wordt vervangen door Lazare Carnot.
- 16 november: Opening van de Club du Panthéon.
- 22 november: Het door de Fransen bezette Mannheim capituleert.
- 30 november: In zijn krant Le Tribun du Peuple publiceert Gracchus Babeuf het democratische Manifeste des plébéiens, dat particulier eigendom wil afschaffen.
- 10 december: Gedwongen lening.
- 15 december: Vertrek van de Franse invasievloot naar Ierland, afstevenend op mislukking.
- 19 december: Marie-Thèrèse, de dochter van Lodewijk XVI, wordt vrijgelaten uit de Tempelgevangenis en verbannen.
- 31 december: Marceau en Kray sluiten een wapenstilstand in het Rijnland.

## 1796
- 3 januari: Charlepoeng overvalt met zijn Armée belgique een Frans wapenatelier in Genappe.
- 19 februari: Het Directoire ziet af van de assignaten en laat de drukplaten vernielen op de Place Vendôme.
- 26 februari: Reorganisatie van het Franse infanteriekorps.
- 27 februari: Sluiting van de linkse Club du Panthéon.
- 9 maart: Huwelijk van Napoleon Bonaparte en Joséphine de Beauharnais.
- 18 maart: Uitgifte van 2,4 miljard "territoriale mandaten".
- 27 maart: Napoleon Bonaparte begint in Nice aan zijn Italiaanse Veldtocht.
- 29 maart: Het fusilleren van François de Charette in Nantes betekent het einde van de tweede Oorlog in de Vendée.
- 28 april: Door de wapenstilstand van Cherasco trekt koning Victor Amadeus III van Sardinië zich terug uit de Coalitie, waarin enkel nog Oostenrijk en Engeland overblijven.
- 2 mei: Ontbinding van het Légion de police.
- 9 mei: De hertogen van Parma en Modena moeten een wapenstilstand sluiten.
- 10 mei: Arrestatie van Gracchus Babeuf, Filippo Buonarroti en de deelnemers aan de Samenzwering der Gelijken. Tweehonderd aanhoudingsbevelen worden uitgevaardigd.
- 11 mei: Het Directoire stuurt Berthollet en Monge naar Italië om schatten van kunst en wetenschap te roven.
- 15 mei: De Vrede van Parijs erkent het graafschap Nice, het hertogdom Savoie, Tende en Beuil als Frans.
- 21 mei: Herneming van de vijandelijkheden aan de Rijn. Jourdan rukt op naar Bohemen en Moreau naar München.
- 23 mei: Opstand in Pavia.
- 5 juni: De koning van Napels moet een wapenstilstand sluiten met Bonaparte.
- 9 juni: De verdeling van communaal land per hoofd, opgelegd door het decreet van 10 juni 1793, wordt opgeschort. Doel is de privatisering ten goede te laten komen aan de meestbiedende.
- 12 juni: Invasie van het pauselijk territorium.
- 23 juni: In een wapenstilstand belooft paus Pius VI aan Bonaparte 21 miljoen scudi, 100 kunstwerken en 500 manuscripten, alsook de verkoop van Bologna, Ferrara en Ancona.
- 4 juli: Begin van het beleg van het Oostenrijkse garnizoen in Mantua.
- 13 juli: Lazare Hoche verklaart dat de troebelen in het westen (Vendée en Chouannerie) beëindigd zijn.
- 5 augustus: Verbond tussen Frankrijk en Spanje.
- 9 september: Honderden Samenzweerders der Gelijken proberen 's nachts de troepen van het kamp van Grenelle in Parijs achter zich te krijgen, maar ze worden beschoten en hard onderdrukt (Affaire du camp de Grenelle).
- 22 september: Driehonderdduizend toeschouwers zien op het Champ-de-Mars de eerste Olympiade van de Republiek.
- 15 oktober: Vorming van de Cispadaanse Federatie.
- 15-17 november: Franse overwinning in de Slag bij de brug van Arcole.
- 15 december: Vertrek van de vloot naar Ierland.
- 27 december: Uitroeping van de Cispadaanse Republiek.

## 1797
- 6 januari: Aftocht van het Ierse expeditieleger.
- 13 januari: De jaarlijkse eed van haat aan het koningschap wordt uitgebreid tot haat aan de anarchie.[31]
- 14 januari: Bonaparte verslaat de Oostenrijkers bij Rivoli en kan in de nasleep heel Noord-Italië bezetten.
- 2 februari: Na een lang beleg valt Mantua aan de Fransen.
- 4 februari: Intrekking van de mislukte "territoriale mandaten", metaalgeld moet weer overnemen.
- 19 februari: In het Verdrag van Tolentino staat de Pauselijke Staat noordelijk grondgebied en het Comtat Venaissin af aan Frankrijk. Start van het proces tegen Babeuf & C°.
- 22 februari: Een Franse invasiemacht van 1400 man landt in Fishguard, maar wordt binnen de twee dagen tot overgave gedwongen.
- 18 maart: Kiezers moeten trouw zweren aan de regering alvorens te stemmen.
- 24 maart: Vanuit Italië valt Bonaparte het aartshertogdom Oostenrijk binnen en bedreigt hij Wenen.
- 4 april: In de tweede ronde van de wetgevende verkiezingen worden 250 nieuwe parlementsleden verkozen, waarvan (constitutionele) royalisten de meerderheid vormen.
- 18 april: In de voorlopige Vrede van Leoben verdelen de Fransen en de Oostenrijkers de Republiek Venetië onder elkaar, met Lombardië en de Zuidelijke Nederlanden als pasmunt. De kwestie van de linker Rijnoever wordt uitgesteld.
- 15 mei: Bezetting van de Republiek Venetië.
- 20 mei: Aan het begin van de nieuwe zitting van het Corps législatif worden royalisten tot voorzitter verkozen (Pichegru in de Raad van Vijfhonderd en Barbé-Marbois in de Raad van Ouden).
- 27 mei: Executie van Babeuf en Darthé, zeven anderen worden gedeporteerd.
- 4 juni: Eerste bijeenkomst van de gematigd republikeinse Cercle constitutionnel, met Sieyès, Talleyrand en Garat.
- 14 juni: Bonaparte vormt de oude Republiek Genua om tot de Ligurische Republiek.
- 27 juni: Familie van emigranten kan weer publieke ambten opnemen.
- 29 juni: Uitroeping van de Cisalpijnse Republiek. In Korfoe verklaart generaal Antoine Gentili dat de Fransen vrijheid brengen, in wat weldra de Ionische departementen worden.
- 8 juli: Franse goedkeuring voor het samengaan van de Cis- en Transpadaanse Republieken tot de Cisalpijnse Republiek, die een vazalstaat blijft.
- 25 juli: Politieke verenigingen worden voorlopig verboden, met inbegrip van de Cercle constitutionnel.
- 15 augustus: In de Notre-Dame opent op initiatief van Grégoire het Nationaal concilie van de gallicaans-republikeinse katholieken.
- 24 augustus: Het deporteren en opsluiten van refractaire geestelijken wordt opgeheven.
- 4 september: In de staatsgreep van 18 fructidor keren drie directeurs zich met militaire steun van Augereau tegen hun twee collega's. De nieuwe sterke man van dit tweede Directoire is de door Bonaparte gesteunde Paul Barras. Het gematigde republikanisme neemt een autoritaire wending.
- 5 september: Bij wet worden de verkiezingen in 49 departementen geannuleerd: 142 verkozenen verliezen hun zetel en de royalisten hun meerderheid. Hun Club de Clichy wordt gesloten. 65 deportaties worden opgelegd, waarvan een twintigtal effectief worden uitgevoerd.
- 8 september: Merlin de Douai en François vervangen de royalisten Carnot en Barthélémy in het Directoire.
- 24 september: De republikeinse bisschoppen en priesters proberen de kerkelijke eenheid te herstellen met een Pacificatiedecreet, maar zonder veel succes.
- 30 september-14 december: Via twee wetten voert minister Ramel-Nogaret een schuldconsolidatie door die bekend kwam te staan als het banqueroute des deux tiers, omdat twee derde van de staatsschuld werd omgezet in waardeloos toonderpapier.
- 17 oktober: De Vrede van Campo Formio bevestigt de afspraken van Leoben en maakt een einde aan de Eerste Coalitieoorlog. Oostenrijk zal zich inspannen om de Franse veroveringen op de linker Rijnoever te doen erkennen en om de verliezende vorstendommen compensatie te bezorgen binnen het Heilig Roomse Rijk.
- 28 december: In Rome wordt generaal Duphot vermoord tijdens anti-Franse rellen.

## 1798
- 11 januari: Het Directoire beveelt de bezetting van Rome.
- 24 januari: Het Zwitsers kanton Vaud maakt zich los van Bern en roept de Lemanische Republiek uit.
- 11 februari: Generaal Berthier trekt Rome binnen.
- 15 februari: De Romeinse Republiek wordt uitgeroepen.
- 5 maart: Franse legers vallen de Confederatie van de XIII kantons binnen.
- 11 maart: Op het Congres van Rastatt stemt de delegatie van het Heilig Roomse Rijk voorwaardelijk in met de afstand van de linker Rijnoever aan Frankrijk.
- 15 maart: De geblokkeerde Stadtrepublik Mülhausen stemt in met de aanhechtingswet van 1 maart bij Frankrijk.
- 3 april: De Republikeinse kalender wordt dwingender gemaakt, onder meer voor de werkindeling, en de pers mag de Gregoriaanse kalender niet meer gebruiken.
- 12 april: De Helvetische Republiek, een nieuwe satellietstaat, wordt uitgeroepen.
- 18 april: In de tweede ronde van de wetgevende verkiezingen doet zich een ruk naar neojakobijns links voor.
- 26 april: Verenigingsverdrag met de Geneefse Republiek.
- 11 mei: Staatsgreep van 22 floréal. De wetgevende macht selecteert uit de verkiezingsuitslagen en weert 127 verkozenen, vaak ten koste van harde republikeinen maar soms ook van royalisten.
- 19 mei: In Toulon scheept een leger van veertigduizend man in voor de mediterrane campagne.
- 21 mei: Ierse Opstand.
- 12 juni: De Franse bezetting van Malta wordt voltooid.
- 1 juli: Nachtelijke ontscheping van de expeditie van Napoleon naar Egypte, die tegen Engeland is gericht.
- 21 juli: Frans succes tegen de Mamelukken in de Slag bij de Piramiden.
- 1 augustus: In de Slag bij de Nijl vernietigt Nelson de Franse vloot.
- 22 augustus: Humbert landt met duizend man om de Ierse opstand te steunen, maar hij bereikt niet meer dan de efemere Republiek van Connaught.
- 5 september: De Loi Jourdan-Delbrel stelt de dienstplicht in.
- 12 oktober: In Overmere in de verenigde departementen breekt de Boerenkrijg uit. Aanleiding is de conscriptie, maar ook de religieuze politiek, de opeisingen, de fiscale druk en de aanhechting bij Frankrijk worden gecontesteerd.
- 18 oktober: Het herstel van de octrooien maakt een van de belangrijkste verwezenlijkingen van de werkende stadsbevolking ongedaan.
- 21-22 oktober: De bevolking van Caïro staat op tegen de Fransen, maar wordt neergeslagen.
- 2 november: Op Malta breken opstanden uit tegen de Franse bezetter.
- 4 november: In de Belgische departementen worden 8000 priesters verbannen en gedeporteerd vanwege de opstanden.
- 13 november: Onder leiding van Rollier nemen de Belgische boeren Diest in.
- 27 november: Koning Ferdinand I der Beide Siciliën neemt Rome in.
- 5 december: Macdonald maakt bij Civita Castellana een einde aan het Napolitaanse offensief tegen de Romeinse Republiek. In een treffen bij Hasselt slaan Franse troepen de Boerenkrijg neer, op enkele schermutselingen na.
- 24 december: Groot-Brittannië, Rusland en het Koninkrijk der Beide Siciliën sluiten de Tweede Coalitie tegen Frankrijk.

## 1799

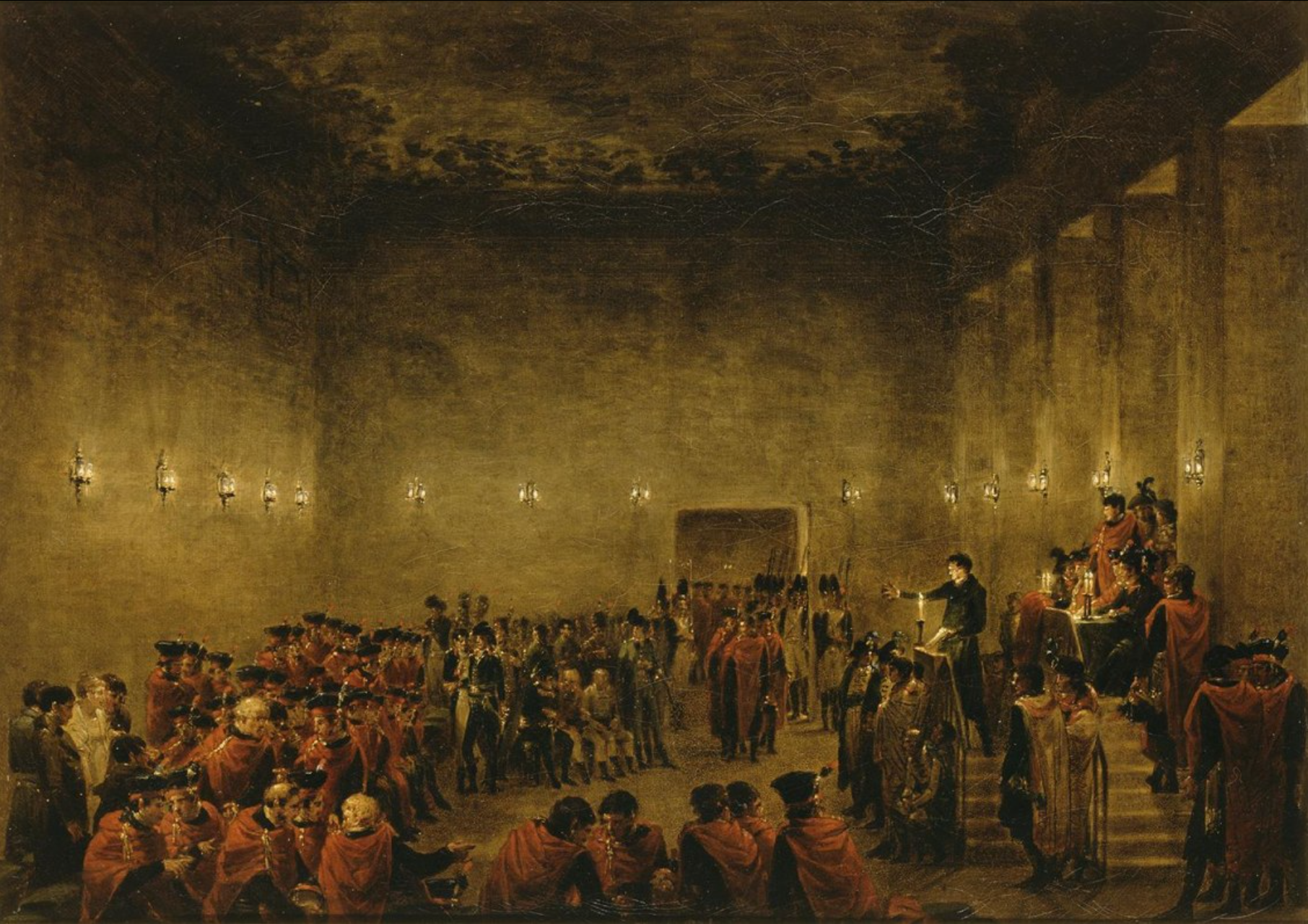
De nachtelijke staatsgreep van 18 Brumaire in Saint-Cloud (Jacques Sablet, ca. 1799)

- 21 januari: Napolitaanse patriotten in het kasteel Sant'Elmo roepen de Parthenopeïsche Republiek uit.
- 22 januari: Championnet verovert Napels en geeft de republikeinse patriotten controle.
- 20 februari: Bonaparte marcheert naar Syrië en boekt een overwinning in Arish.
- 24 februari: Het Directoire beveelt de arrestatie van generaal Championnet, die in Napels zijn collega Fairpoult heeft verdreven.
- 7 maart: Het Franse expeditieleger neemt Jaffa, waar het 20.000 Albanese krijgsgevangenen ombrengt.
- 25 maart: Jourdan verliest de slag bij Stokach tegen Karel van Oostenrijk-Teschen.
- 16 april: In de tweede ronde van de wetgevende verkiezingen verliest het Directoire aan links.
- 27 april: De Oostenrijks-Russische combinatie onder Soevorov verslaat Moreau bij Cassano en trekt twee dagen later Milaan binnen.
- 17 mei: Vanwege builenpest breekt Bonaparte het beleg van Akko af en begint de terugtocht naar Egypte.
- 26 mei: Het Russo-Oostenrijkse leger trekt Turijn binnen.
- 17 juni: De verkiezing van Treilhard tot directeur wordt ongeldig verklaard, Gohier treedt aan in zijn plaats.
- 18 juni: Staatsgreep van 30 prairial. Delegaties uit de Raad van Vijfhonderd en de Raad van Ouden bekomen de vervanging van twee directeurs.
- 17-19 juni: Soevorov verslaat de Fransen bij Trebia.
- 21 juni: De Parthenopeïsche Republiek geeft zich over aan de sanfedisti van kardinaal Ruffo di Calabria, maar de capitulatievoorwaarden worden niet geëerbiedigd.
- 15 augustus: Joubert sneuvelt in de verloren slag bij Novi.
- 24 augustus: Bonaparte laat zijn troepen achter in Egypte en scheept in naar Frankrijk.
- 29 augustus: De weggevoerde paus Pius VI sterft in gevangenschap in een citadel in Valence.
- 25-26 september: Door zijn overwinning op Korsakov in de tweede slag bij Zürich dwingt Masséna het leger van Soevorov terug over de Alpen.
- 6 oktober: De Slag bij Castricum is een beslissende Frans-Bataafse overwinning op de Brits-Russische invasiemacht.
- 16 oktober: De aankomst van Bonaparte in Parijs wordt feestelijk gevierd.
- 18 oktober: Decreet op francs en livres.
- 22 oktober: Tsaar Paul I trekt de Russische troepen terug uit de coalitie.
- 1 november: Bonaparte en Sieyès spreken een parlementaire coup af.
- 9 november: De staatsgreep van 18 Brumaire maakt een einde aan het Directoire. Drie directeurs nemen ontslag, twee worden gearresteerd.
- 10 november: Op een zitting van het Wetgevend lichaam in het Kasteel van Saint-Cloud wordt de oppositie buitengedreven met bajonetten, waarna de rest van de Raad van Vijfhonderd Bonaparte, Sieyès and Duclos aanstelt als voorlopige consuls.
- 24 december: Het Wetgevend lichaam keurt de Grondwet van het jaar VIII goed en stelt zo het Consulaat in.
- 28 december: Kerken weer open voor zondagsdienst.

## Voetnoten
1. ↑  Alexandre Maral, Les derniers jours de Versailles, 2018, p. 19-20
2. ↑  Monique Cubells, Les horizons de la liberté. Naissance de la Révolution en Provence, 1787-1789, 1987. ISBN 2857443102
3. ↑  Momcilo Markovic, La Révolution aux barrières: l'incendie des barrières de l'octroi à Paris en juillet 1789, in: Annales historiques de la Révolution française, 2013, nr. 2, p. 27-48
4. ↑  Ted W. Margadant, "Summary Justice and the Crisis of the Old Regime in 1789", in: Historical Reflections/Réflexions historiques, 2003, nr. 3, p. 495-528
5. ↑  Procès-verbal de l'Assemblee Nationale imprimé par son ordre, vol. 6, p. 10-11
6. ↑  Rafe Blaufarb, The Great Demarcation. The French Revolution and the Invention of Modern Property, 2019, p. 139
7. ↑  Décret du 13 février 1790 qui prohibe en France les voeux monastiques de l'un et de l'autre sexe (wet van 19 februari 1790)
8. ↑  Décret du 8 mars 1790 sur la pétition des villes de commerce et sur l'affaire des colonies
9. ↑  Décret du 27 novembre 1790 de l'Assemblée nationale concernant le serment à prêter par les evêques, curés & autres ecclésiastiques fonctionnaires publics (wet van 26 december 1790)
10. ↑  Décret du 13 janvier 1791 sur la pétition des auteurs dramatiques (wet van 19 januari 1791)
11. ↑  Décret sur les biens et usages ruraux
12. ↑  Décret du 29-30 septembre 1791 sur les sociétés populaires (wet van 9 oktober 1791)
13. ↑  Decreet nr. 1297 van 10 augustus 1792
14. ↑  Décret du 26 août 1792 relatif aux Ecclésiastiques qui n'ont pas prêté leur serment, ou qui, après l'avoir prêté, l'ont rétracté, & ont persisté dans leur Rétractation
15. ↑  Décret du 20 septembre 1792 qui détermine le mode de constater l’état civil des citoyens (titel IV, afdeling I, artikel 2)
16. ↑  Décret loi de la convention nationale relatif aux subsistances (15 floréal jaar I)
17. ↑  Anne de Mathan, "Gironde et Dordogne: deux départements face à l’arrestation des Girondins en 1793", in: Annales du Midi, 2007, p. 190. DOI:10.3406/anami.2007.7176
18. ↑  Décret sur l'uniformité & le systême général des poids & mesures
19. ↑  Décret relatif à l'abolition d'une paroisse dans la commune de Mennecy.
20. ↑  Décret sur le mode de gouvernement provisoire & révolutionnaire
21. ↑  Décret relatif à la liberté des cultes
22. ↑  Sur les principes de morale politique qui doivent guider la Convention nationale dans l’administration intérieure de la République
23. ↑  Décrets concernant la répression des conspirateurs, l'éloignement des ex-nobles, des étrangers, et la police générale de la République
24. ↑  150: McPhee 2017, p. 258; 40.000: Frank Tallett, "Dechristianizing France: The year II and the Revolutionary Experience", in: Religion, Society and Politics in France Since 1789, 1991, p. 10
25. ↑  Décret qui met en réquisition pour la prochaine récolte les citoyens & citoyennes qui sont dans l'usage de s'employer aux travaux de la récolte
26. ↑  Décret portant que les laboureurs, manouvriers, moissonneurs, brassiers et artisans de profession des campagnes, bourgs ou communes dont la population est au dessous de 1200 habitans, et qui se trouvent détenus comme suspects, seront mis provisoirement en liberté
27. ↑  Décret sur les écoles primaires
28. ↑  Décret sur l'exercice des cultes
29. ↑  Décret sur les poids & mesures
30. ↑  Art. VI-1: Stichting van de Republiek (22 september), Feest van de Jeugd (30 maart), de Echtgenoten, de Erkentelijkheid, de Landbouw, de Vrijheid en de Bejaarden
31. ↑  Loi relative au serment qui sera prêté tous les ans le jour correspondant au 21 Janvier